# Gospodarka ZSRR
Gospodarka ZSRR – ogół zjawisk gospodarczych w Związku Socjalistycznych Republik Radzieckich.

PKB per capita Związku Radzieckiego w latach 1922–1991

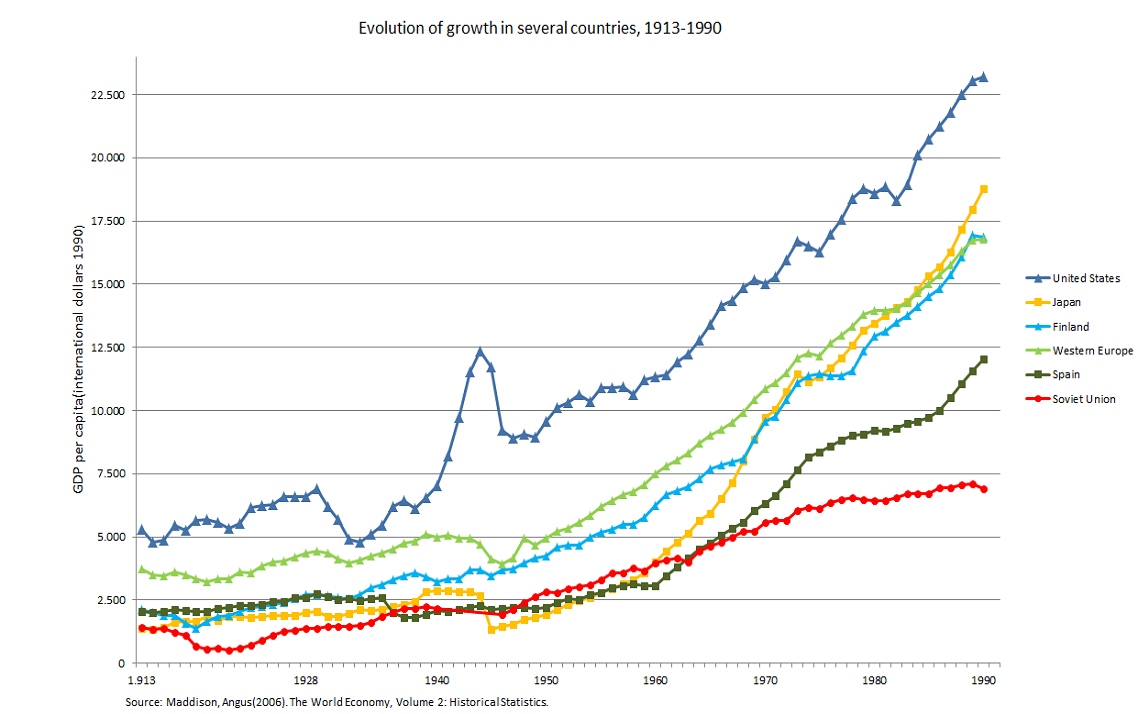
PKB per capita Związku Radzieckiego w porównaniu z innymi państwami

## Tło historyczne
Tragiczne położenie ludności Rosji w czasie I wojny światowej zaowocowało masowymi wystąpieniami strajkowymi. Na początku 1917 r. strajkowało 80 tys. robotników przemysłu metalowego i włókienniczego. W centrum wydarzeń znalazł się Piotrogród, gdzie w połowie marca 1917 r. zbuntował się liczący 160 tys. żołnierzy garnizon wojskowy. Powołano Rząd Tymczasowy i Piotrogrodzką Radę Delegatów Robotniczych i Żołnierskich, co się stało jednym z powodów abdykacji cara Mikołaja II. Gwałtowny sprzeciw społeczeństwa budził dalszy udział Rosji w wojnie. Wykorzystał to przywódca bolszewików Włodzimierz Lenin, który dzięki pomocy Niemców przybył z emigracji szwajcarskiej. Lenin wezwał do obalenia Rządu Tymczasowego oraz przekazania władzy radom robotniczym i żołnierskim (sowietom).
Zwycięską próbę obalenia Rządu Tymczasowego podjęli bolszewicy w listopadzie 1917 r. (według kalendarza juliańskiego w październiku), dokonując uderzenia na instytucje Rządu Tymczasowego w Piotrogrodzie. Bez większego oporu objęli władzę pod hasłem wycofania Rosji z wojny, nadania ziemi chłopom i oddania całej władzy radom. Na czele komunistycznego rządu stanął Lenin, a funkcję ministra spraw zagranicznych objął inny przywódca rewolucji – Lew Trocki. Trocki, w imieniu bolszewików, podpisał na początku 1918 r. w Brześciu traktat pokojowy z Niemcami. Rosja wyszła z wojny kosztem utraty na rzecz Niemiec dużej części terytorium oraz gwałtownego pogorszenia stosunków z ententą.
Jednak kraj nie zaznał pokoju. Przeciwko bolszewikom (czerwonym) wystąpiły oddziały wierne Rządowi Tymczasowemu (biali) i kozacy, w obronie obalonych władz interweniowały wojska państw ententy. Po zamachu na Lenina, we wrześniu 1918 r., wprowadzono stan wojenny. Cały wysiłek militarny i ekonomiczny państwa został skierowany na obronę władzy komunistów. Jednocześnie następowało jej umacnianie na drodze likwidacji pozostałości systemu parlamentarnego i wielopartyjnego. Podstawą ustroju politycznego stał się system rad zdominowanych przez komunistów, których władzę wykonawczą (rząd) stanowiła Rada Komisarzy Ludowych. Bolszewicy wprowadzili rządy dyktatorskie o charakterze klasowym, zwalczające własność prywatną i Cerkiew. Zaprowadzili masowy terror i przymus ekonomiczny.
Bezwzględna mobilizacja społeczeństwa i gospodarki na rzecz Armii Czerwonej zaowocowała zwycięstwami nad wojskami białych oraz interwentami zewnętrznymi. Dodatkowo Rosja Radziecka podporządkowała sobie Ukrainę i Zakaukazie, przekształcając się w 1922 r. w Związek Socjalistycznych Republik Radzieckich (ZSRR). Jednak nie ustały napięcia społeczne wywołane zniszczeniami kraju i krwawymi rządami bolszewików. Buntowali się marynarze i trwały powstania chłopskie, co skłoniło Lenina do pewnej liberalizacji systemu.
Po jego śmierci w 1924 r. rozgorzała walka o przywództwo, zakończona zwycięstwem Józefa Stalina. Wkrótce krwawo rozprawił się on z konkurentami i rozpoczął „budowę socjalizmu w jednym kraju”. Związek Radziecki nazwał twierdzą otoczoną „wrogimi państwami kapitalistycznymi”. Dążył do wzmocnienia jego siły militarnej i uczynienia kraju samowystarczalnym gospodarczo. Zdecydowanie zwalczał nie tylko przeciwników komunizmu, lecz także odmienne poglądy w szeregach partii. Rozprawiał się z bogatym chłopstwem, drobnymi producentami i duchowieństwem. Od połowy lat 30. prowadził „wielką czystkę” („wielki terror”), która objęła aparat partyjny, państwowy i wojsko. Masowo wydawano wyroki śmierci, często bez sądu, tysiącami więźniów politycznych zapełniano obozy pracy.
Początkowo w stosunkach międzynarodowych Związek Radziecki pozostawał w izolacji. Jednak stopniowo nawiązywał kontakty dyplomatyczne i handlowe, głównie z upokorzonymi decyzjami wersalskimi Niemcami. Do roku 1924 większość państw europejskich uznała władze radzieckie, w 1933 r. uczyniły to Stany Zjednoczone. Aktywność ZSRR wzrosła po dojściu do władzy Adolfa Hitlera i nasileniu się tendencji faszystowskich w Europie. W roku 1939 Stalin podjął ścisłą współpracę z III Rzeszą, co ułatwiło Hitlerowi decyzję podjęcia wojny z Polską, a następnie z państwami Europy Zachodniej.
Zaskoczeniem dla Stalina był atak wojsk niemieckich na ZSRR 22 czerwca 1941 r.

## Lata 1917–1941

### Zmiany ustrojowe i polityka gospodarcza

#### Wstępne reformy ustrojowe (1917–1918)
Po objęciu władzy bolszewicy przystąpili do realizacji reform zapowiadanych w programach partii marksistowskich, które Lenin przystosowywał do warunków biednej i zniszczonej Rosji. Stopniowo likwidowano własność prywatną i instytucje kapitalistyczne oraz tworzono nowe struktury i instytucje gospodarcze. Świadomie ograniczono zakres reform rewolucyjnych na rzecz zmian ewolucyjnych.
W październiku 1917 r. II Zjazd Rad wydał dekret o ziemi, który postanawiał, że wszystkie grunty przechodzą na własność państwa („własność ogólnonarodowa”) i zakazywał obrotu handlowego ziemią. Skonfiskowano bez odszkodowania ziemię carską, należącą do Kościoła prawosławnego i obszarników, a chłopi uzyskali prawo dziedzicznego użytkowania gospodarstw. Tym samym zlikwidowano obszarnictwo i podkopano fundament ekonomiczny Cerkwi prawosławnej.
Początkowo podział ziemi między chłopów przebiegał żywiołowo i częste były wypadki samowoli. Powszechnie grabiono majątki ziemiaństwa i zabierano ziemię bogatym chłopom (kułakom). W rękach chłopskich znalazło się 150 mln ha ziemi, co stanowiło 86% wielkiej własności rolnej. Obszar przeciętnej działki chłopskiej zwiększył się o 20%. Jednocześnie zlikwidowano zadłużenie chłopów w bankach i zaległe opłaty dzierżawne oraz przydzielono im inwentarz z likwidowanych gospodarstw obszarniczych.
W niektórych rejonach kraju zaczęły się tworzyć samorzutnie gospodarstwa zespołowe. Na początku 1918 r. bolszewicy zadecydowali o odgórnej socjalizacji rolnictwa, będącej wstępem do jego kolektywizacji. Pierwszeństwo w użytkowaniu ziemi uzyskały gospodarstwa spółdzielcze (kołchozy). Własność grupowa zazwyczaj obejmowała ziemię, inwentarz oraz wytworzone produkty, a podział dochodu następował według ilości i jakości pracy. Do końca roku powstało 1500 kołchozów, skupiających przeciętnie 40-60 rodzin chłopskich. Z części gruntów utworzono gospodarstwa państwowe (sowchozy), zatrudniające robotników rolnych.
W roku 1918 udział gospodarstw uspołecznionych (spółdzielczych i państwowych) w ogólnej powierzchni użytków rolnych nie przekraczał 4%. Nie miały więc one dużego znaczenia gospodarczego, ale ich powołanie wskazywało na strategiczny kierunek działań bolszewików, zdecydowanych na pełną socjalizację rolnictwa zgodnie z ideologią marksistowską. Dowodziło tego także zaniechanie uwłaszczenia chłopów i preferowanie gospodarstw kolektywnych w dostawach środków do produkcji rolnej.
Dziedziną, w której bardzo wcześnie podjęto reformy ustrojowe, była bankowość, traktowana jako ostoja kapitalizmu. Pod koniec 1917 r. bolszewicy przejęli Bank Państwowy Rosji, z zapasami złota o wartości 1,3 mld rubli, i ogłosili nacjonalizację banków komercyjnych. Po połączeniu banku centralnego z bankami komercyjnymi powstał Bank Ludowy Republiki Rosyjskiej, monobank kontrolujący system kredytowy i pieniężny kraju. Jednocześnie wprowadzono państwowy monopol handlu złotem, zobowiązano posiadaczy kruszców szlachetnych do ich odsprzedaży państwu, a następnie skonfiskowano precjoza.
Na początku 1918 r. dokonano formalnej nacjonalizacji transportu kolejowego, który już wcześniej należał do państwa lub był przez nie kontrolowany. Upaństwowiono także transport wodny, szeroko wykorzystywany w Rosji. W tym samym roku wprowadzono państwowy monopol handlu zagranicznego, umożliwiający pełną kontrolę wymiany zewnętrznej.
W przemyśle początkowo stworzono komitety fabryczne, którym oddano kontrolę nad zarządami prywatnych przedsiębiorstw. Opór właścicieli skłonił komitety do bezpośredniego zarządzania i „dzikiej” nacjonalizacji. Jednak brak fachowości, zwłaszcza w zakresie finansów i księgowości, uniemożliwiał komitetom sprawne kierowanie przemysłem. Zdarzały się także przypadki bezprawnego dzielenia majątku fabryk przez załogi.
Od końca 1917 r. stopniowo przejmowano pod zarząd państwowy poszczególne zakłady, poczynając od przemysłu zbrojeniowego, górnictwa, hutnictwa, przemysłu metalowego i naftowego, a następnie lekkiego i spożywczego. Na początku 1918 r. zdecydowano się na nacjonalizację całych gałęzi przemysłu, a w połowie roku ukazał się dekret o powszechnej nacjonalizacji wszystkich większych zakładów przemysłowych. Przechodziły one pod zarząd Rad Gospodarki Narodowej (sownarchozów). Rady, jako organy terenowe, były podporządkowane Najwyższej Radzie Gospodarki Narodowej (WSNCh).
Dokonywane w różnym tempie reformy ustrojowe sprawiły, że w latach 1917–1918 powstał zróżnicowany pod względem własnościowym system gospodarki radzieckiej. Oprócz państwowego przemysłu ciężkiego, transportu i handlu zagranicznego występowały prywatne przedsiębiorstwa przemysłowe, gospodarstwa chłopskie oraz kupiectwo. Jednak systematycznie nasilała się kontrola państwa, nosząca cechy kapitalizmu państwowego, charakterystycznego dla gospodarki niemieckiej z okresu I wojny światowej.
Zmiany ustrojowe realizowano w bardzo trudnych warunkach powojennego wyniszczenia kraju. Dostępne zasoby kierowano na cele związane z utrwaleniem zdobytej przez komunistów władzy, a więc tworzenie armii i sił bezpieczeństwa wewnętrznego. Olbrzymie trudności wystąpiły w zakresie aprowizacji ludności oraz zaopatrzenia przemysłu w surowce i energię. Wielkie problemy stwarzało odtworzenie i utrzymanie systemu transportowego. W celu podtrzymania życia gospodarczego powszechnie sięgano do przymusu i łamano prawa obywatelskie. Jednak nie rezygnowano z tak popularnych działań, jak przejściowe wprowadzenie ośmiogodzinnego dnia pracy.

#### Komunizm wojenny (1918–1921)
Na wiosnę 1918 r. sytuacja gospodarcza Rosji Radzieckiej pogorszyła się w rezultacie pokoju brzeskiego i nasilenia wystąpień przeciwników nowej władzy. W wyniku przesunięcia granic zachodnich Rosja utraciła 33% zakładów przemysłowych, 75% kopalń węgla i rud żelaza, 32% gruntów uprawnych, 26% sieci kolejowej, a przede wszystkim 62 mln obywateli. Priorytetem gospodarki stało się zaopatrzenie w broń i żywność Armii Czerwonej, walczącej z oddziałami białych oraz z interwencją zewnętrzną. W tym celu w latach 1918–1921 realizowano politykę komunizmu wojennego. W ramach pełnej wojennej mobilizacji gospodarki likwidowano instytucje gospodarki rynkowej, a jednocześnie wprowadzano zmiany ustrojowe bezpośrednio nawiązujące do postulatów marksistowskich, przyspieszające proces tworzenia komunizmu.
W roku 1918 wprowadzono monopol państwa na handel zbożem. Pod wpływem gwałtownego załamania produkcji w latach 1919–1920 rolnictwo obciążono obowiązkowymi dostawami zbóż, a następnie wszystkich nadwyżek żywnościowych, czyli prodrazwiorstką. Prodrazwiorstkę egzekwowano brutalnymi metodami, przy użyciu wojska i ekip robotniczych, zasadniczo bez żadnego ekwiwalentu dla chłopstwa. Rekwizycje bardzo silnie dotknęły gospodarstwa należące do zamożniejszych chłopów. W procederze tym, bez szczególnego zaangażowania, uczestniczyły powołane przez państwo Komitety Biedoty (kombiedy). Niekiedy chłopi stawiali czynny opór, co skłaniało władze do zaostrzenia „walki klasowej”, polegającej na wzroście liczby aresztowań, egzekucji, wywłaszczeń, wysiedleń i nasileniu innych represji.
Zebrane w ten sposób rezerwy rozdzielano między Armię Czerwoną a ludność pracującą miast. System zaopatrzenia ludności oparto na scentralizowanej reglamentacji, posługując się zasadą „kto nie pracuje, ten nie je”. Zaostrzono dyscyplinę pracy, m.in. wprowadzając książeczki pracy, i przedłużono dzień roboczy do 12 godzin. Mobilizacją objęto robotników najważniejszych gałęzi przemysłu, a niezbędnych fachowców przymusowo przenoszono do pracy w zakładach o charakterze strategicznym. Mimo to produkcja przemysłowa systematycznie spadała, np. wydobycie węgla zmniejszyło się z 32 mln w 1917 r. do 8,5 mln ton w 1920 r., a surówki żelaza – z 3 mln do 115 tys. ton. Podjęto radykalne kroki w celu utrzymania w ruchu kolei i zwiększenia produkcji zbrojeniowej. Podstawowe decyzje dotyczące spraw ekonomicznych zapadały w kierowanej przez Lenina Radzie Pracy i Obrony (STO). Aparat wykonawczy rekrutował się z resortu spraw wewnętrznych (NKWD), Ogólnorosyjskiej Nadzwyczajnej Komisji do Walki z Kontrrewolucją i Sabotażem (Czeka), kierowanej przez Feliksa Dzierżyńskiego, oraz Inspekcji Robotniczo-Chłopskiej.
W roku 1920 oficjalnie upaństwowiono wszystkie przedsiębiorstwa przemysłowe zatrudniające powyżej 5 robotników na jedną zmianę. W praktyce nacjonalizacja objęła nawet warsztaty rzemieślnicze. Wprowadzono dekret o obowiązku pracy, a jej porzucenie traktowano jako „dezercję z pola pracy”. Jednocześnie przystąpiono do konstruowania długofalowych planów rozwojowych. Powołana w 1920 r. Państwowa Komisja ds. Elektryfikacji Rosji (GOELRO) opracowała ambitny program elektryfikacji jako podstawy nowoczesnego przemysłu.
Ważnym elementem komunizmu wojennego była próba całkowitej rezygnacji z instytucji i narzędzi charakterystycznych dla gospodarki rynkowej. Zlikwidowano system pieniężny, bankowy i podatkowy. Powszechnie przechodzono do gospodarki naturalnej i wymiany według formuły „towar za towar”. Rozkwitło rozdzielnictwo surowców, materiałów i produktów gotowych, bezpłatnie przydzielano żywność, wprowadzono darmowe przejazdy oraz usługi telefoniczne, a podatki pobierano w naturze. Jednocześnie na wielką skalę rozwinął się czarny rynek towarów, walut i złota, na którym najbardziej poszukiwana była żywność. O skali zjawiska świadczył fakt, że ludność miejska kupowała ok. 60% żywności na czarnym rynku, co chroniło ją przed śmiercią głodową.
Komunizm wojenny, który pociągnął za sobą milionowe ofiary, okazał się skuteczny z punktu widzenia obrony władzy bolszewickiej. Jednak w gospodarce oznaczał głęboki regres. Dochód narodowy w 1920 r. stanowił 50% osiągniętego w 1913 r., a produkcja przemysłowa odpowiednio 20%. Brakowało paliw, żywności i środków transportu. Powstawały liczne ogniska niezadowolenia w środowiskach robotniczych, chłopskich, a nawet wojskowych. W roku 1920 strajkowało 77% największych zakładów przemysłowych, głównie z powodu braku żywności. W następnym roku miały miejsce: krwawo stłumiony, antykomunistyczny bunt marynarzy floty bałtyckiej w Kronsztadzie oraz antypaństwowe wystąpienia chłopstwa nad Wołgą. W tych warunkach przywódca bolszewików Lenin postanowił dokonać istotnych zmian w polityce gospodarczej w celu szybkiej odbudowy kraju i podniesienia stopy życiowej ludności.
W ocenie komunizmu wojennego podkreśla się zarówno konieczność jego wprowadzenia, wymuszoną przez sytuację polityczną kraju, jak i dążenie bolszewików do szybkich przemian ustrojowych. Porównanie z polityką prowadzoną w tym czasie przez władze „białej Rosji” na kontrolowanych obszarach dowodzi, że przy podobnych trudnościach aprowizacyjnych nie sięgano do tak drastycznych środków i nie zakładano utrzymywania po wojnie domowej monstrualnego systemu reglamentacji. Bolszewicy podkreślali, że likwidacja instytucji rynkowych, w tym pieniądza i bankowości, oraz wprowadzenie rekwizycji zboża są krokami do zbudowania ustroju socjalistycznego.

#### Nowa Polityka Ekonomiczna (1921–1925)
W marcu 1921 r., podczas walk w Kronsztadzie, władze partyjne zainicjowały Nową Politykę Ekonomiczną (Nowaja Ekonomiczeskaja Politika, NEP). Oznaczało to odwrót od komunizmu wojennego i przejściowe zahamowanie reform ustrojowych prowadzących do socjalizmu. NEP zapowiadał przywrócenie niektórych elementów rynku i dopuszczenie do ograniczonego rozwoju inicjatywy prywatnej. Jednak jego twórcy jednoznacznie podkreślali taktyczny, przejściowy charakter nowej polityki i przypominali, że ich celem jest zbudowanie systemu komunistycznego.
W rolnictwie przymusowe dostawy dla państwa zastąpiono podatkiem w naturze, niższym od poprzednio stosowanych rekwizycji, co umożliwiło chłopstwu zatrzymanie części plonów dla siebie. Rolnicy mogli nabyć od państwa za zboża towary przemysłowe. Z czasem powstała możliwość sprzedaży nadwyżek prywatnym lub państwowym organizacjom handlowym. W 1924 r. podatek w naturze zastąpiono podatkiem pieniężnym. Wpłynęło to na wzrost produkcji rolnej i umożliwiło bogacenie się rolników posiadających większe areały gruntu. Poprawę stanu gospodarki żywnościowej hamowały klęski nieurodzaju oraz niekorzystne dla chłopów relacje cen artykułów rolnych i przemysłowych.
Wielki przemysł pozostał znacjonalizowany, jednak wprowadzono w nim zasady rozrachunku gospodarczego (chozrasczot) i częściowo zdecentralizowano zarządzanie. Niektóre przedsiębiorstwa oddano w użytkowanie kapitałowi zagranicznemu na podstawie koncesji. Zakłady drobnego przemysłu wydzierżawiono na okres 2–5 lat ich dawnym właścicielom. Umożliwiono prowadzenie prywatnej drobnej wytwórczości, handlu i usług, które szybko wyłoniły elity finansowe, nazwane nepmanami. Część fortun pochodziła z żywiołowo rozwijającej się działalności nielegalnej i przestępczej. Ograniczona prywatyzacja i dopuszczenie kapitału zagranicznego zaowocowały rozwojem przemysłu konsumpcyjnego oraz poprawą zaopatrzenia rynku. Przywrócono także funkcje pieniądza, podatków, płac i odtworzono bankowość. Wielką wagę przywiązywano do równowagi budżetowej państwa. Powstał w ten sposób system gospodarki mieszanej, w której występowały różne sektory własnościowe oraz wymiana towarów za pomocą pieniądza, przy silnej pozycji instytucji państwowych i kontroli gospodarki przez władze komunistyczne.
W celu koordynowania gospodarki i wpływania na jej rozwój w dłuższych okresach w 1921 r. powołano przy STO Państwową Komisję Planowania (Gospłan). Jej praca koncentrowała się wokół metodologii planowania, badań koniunktury gospodarczej, bilansów gospodarki i przygotowywania wskaźników planistycznych. W wielu kwestiach występowało nakładanie się kompetencji Gospłanu i WSNCh. W roku 1921 powołano także Państwowy Komitet Cen, którego zadaniem było wyręczanie rynku w ustalaniu cen paliw, surowców, dóbr inwestycyjnych i podstawowej części produktów konsumpcyjnych.
NEP, realizowany w latach 1921–1925, przyczynił się do odbudowy i stabilizacji gospodarki radzieckiej oraz przyniósł poprawę stopy życiowej ludności. Dochód narodowy na mieszkańca kraju zbliżył się do poziomu z 1913 r. Jednak zdecydowanie większa niż w 1913 r. była luka w poziomie rozwoju gospodarczego między Rosją a rozwiniętymi krajami Europy. Władze ZSRR, już po śmierci Lenina, uważały, że likwidacja opóźnienia zależy od wzmożenia procesów inwestycyjnych, zwłaszcza w przemyśle ciężkim, oraz kontynuowania przekształceń ustrojowych. Ich głównym celem było ponowne przyspieszenie procesu likwidacji własności prywatnej, objęcie całej gospodarki systemem planowania i umocnienie centralnego zarządzania kosztem mechanizmów rynkowych. Oznaczało to nagłe odstąpienie od polityki NEP-u i podjęcie walki z jego zwolennikami i beneficjentami (nepmanami).

#### Stalinowski zwrot (1926–1928)
Decydującą rolę we wprowadzaniu zmian odgrywał przywódca partii komunistycznej i Związku Radzieckiego, spadkobierca Lenina, Józef Stalin. Z jego inicjatywy, na podstawie decyzji zjazdu partii z 1925 r., Państwowa Komisja Planowania pracowała nad wieloletnią strategią społeczno-ekonomiczną. Uznano za priorytety następujące zadania: rozbudowę przemysłu jako bazy dla rozwoju całej gospodarki, kolektywizację rolnictwa, eliminację własności prywatnej w miastach oraz poprawę warunków bytowych ludności.
Skupieni wokół Stalina działacze partii komunistycznej zdecydowanie popierali industrializację i budowę socjalistycznego społeczeństwa, ale różniły ich metody i sposoby osiągania celów. Reprezentujący prawe skrzydło partii Nikołaj Bucharin opowiadał się za kontynuowaniem NEP-u, wykorzystaniem mechanizmów rynkowych w procesie budowy socjalizmu, rozwijaniem przemysłu konsumpcyjnego i indywidualnego rolnictwa. Na dalszy etap odsuwał dobrowolne wstępowanie chłopów do kołchozów i rozwój przemysłu ciężkiego. Radykalnie lewicowy Trocki głosił konieczność szybkiego uprzemysłowienia, a następnie kolektywizacji rolnictwa oraz zdecydowanej walki z prywatnym handlem i kułactwem, przyczyniającym się jakoby do odrodzenia kapitalizmu w Rosji. Według Trockiego system podatkowy oraz sterowane przez państwo ceny powinny być źródłem akumulacji i umożliwiać przeznaczenie środków powstających na wsi na rozwój przemysłu („pierwotna akumulacja socjalistyczna”).
Stalin, który początkowo przychylał się do stanowiska Bucharina, od 1927 r. przyjął poglądy Trockiego. Jednoznacznie opowiedział się za industrializacją, pospieszną kolektywizacją rolnictwa i wypieraniem elementów rynkowych z gospodarki. Stalinowska koncepcja tworzenia socjalizmu zakładała umocnienie dyktatury komunistycznej, walkę z bogatym chłopstwem i pozostałościami sektora prywatnego w miastach. W koncepcji tej rozwój przemysłowy był traktowany jako podstawowy element strategii „budowy socjalizmu w jednym kraju”, otoczonym wrogim, kapitalistycznym światem. Stalin argumentował, że nowy ustrój polityczny umożliwi ZSRR dogonienie i prześcignięcie państw gospodarczo rozwiniętych. Podstawą takiego wnioskowania było przekonanie o wyższości własności społecznej nad prywatną.
Stalinowska industrializacja miała doprowadzić w krótkim czasie do samowystarczalności i uniezależnienia ZSRR od dostaw z krajów kapitalistycznych głównych produktów przemysłowych. Przejściowo zamierzano korzystać z importu inwestycyjnego i technologii w celu szybkiej likwidacji braków w strukturze przemysłowej, odziedziczonych po Rosji carskiej. Decydowano się na najnowocześniejsze rozwiązania techniczne, w celu uzyskania odpowiedniego doświadczenia, umożliwiającego przygotowanie kadr do wyścigu przemysłowego z Zachodem. Nacisk został położony na szybki rozwój gałęzi wytwarzających maszyny i sprzęt przemysłowy (grupa A przemysłu). Jednocześnie podkreślano, że odpowiedni rozwój przemysłu konsumpcyjnego (grupa B przemysłu) zapewni wzrost stopy życiowej ludności. Ze względów obronnych nowe zakłady miały być lokalizowane poza starymi ośrodkami przemysłowymi oraz w dużej odległości od granic państwa. Uprzemysłowienie Uralu, Syberii i Azji Środkowej miało także służyć aktywizacji tych nierozwiniętych obszarów.
Stalinowska polityka przyspieszyła przemiany ustrojowe na wsi. Szybka transformacja rolnictwa indywidualnego w duże, jak zapowiadano, zmechanizowane gospodarstwa kołchozowe miała radykalnie zmienić obraz wsi. Propaganda głosiła rychłe dogonienie Stanów Zjednoczonych w produkcji rolnej.
Upaństwowiono drobny przemysł i podjęto działania na rzecz uspółdzielczenia rzemiosła. W roku 1929 prywatni przedsiębiorcy zatrudniali mniej niż 1% ogółu robotników. Natomiast jeszcze 74% rzemieślników pracowało na swój rachunek. W ramach walki z pozostałościami NEP-u zlikwidowano prywatny handel oraz rozwinięto centralny system ustalania i kontroli cen. W miastach przywrócono system kartkowy, w którym wielkość przydziałów zależała od wykonywanego zawodu. Na gospodarstwa chłopskie, sowchozy i kołchozy nałożono obowiązkowe dostawy produktów rolnych po stałych cenach. Ich celem było nie tylko dostarczenie żywności na cele aprowizacji kartkowej, ale także przejmowanie przez państwo nadwyżki finansowej, jaka powstawała na skutek różnicy między niskimi cenami dla rolnictwa a cenami płaconymi przez konsumentów. Nadwyżka ta była wykorzystywana do finansowania programu industrializacji.

#### Forsowne zmiany ustrojowe i gospodarcze (1929–1941)
Stalin, po wyeliminowaniu z życia politycznego frakcji lewicowej i prawicowej w partii, przystąpił do realizacji programu dalszych zmian ustrojowych oraz przyspieszenia industrializacji. Postulat forsownego uprzemysłowienia został włączony do przygotowywanego od 1927 r. w Państwowej Komisji Planowania pierwszego planu pięcioletniego na lata 1928–1932. Odrzucono zawarte w pierwotnych założeniach planu postulaty Bucharina, przedstawiając na początku 1929 r. dwa warianty planu – podstawowy i optymalny. Wariant podstawowy przewidywał realizację planu w ciągu 6 lat, optymalny zaś, którego zadania zwiększono o 20%, zakładał pięcioletni okres realizacji. Kierownictwo partii bolszewickiej wybrało wariant optymalny (czytaj maksymalny), a Stalin zadecydował w 1929 r. o jego realizacji w ciągu 4 lat. Przyjęty plan narzucał rozwój przemysłu ciężkiego, powiązany z przekształceniami ustrojowymi i wzrostem stopy życiowej ludności. W toku jego realizacji podwyższano zadania roczne, głównie dla przemysłu ciężkiego. W rezultacie wiele przyjętych wskaźników dotyczących wzrostu produkcji, zwłaszcza przemysłu ciężkiego, a przede wszystkim konsumpcji, okazało się nierealnych. Ich osiągnięcie nastąpiło dopiero po II wojnie światowej.
W drugim planie pięcioletnim (1933–1937) położono akcent na techniczną rekonstrukcję przemysłu i rolnictwa, przy wykorzystaniu najnowszych osiągnięć cywilizacji. Miało to zaowocować 2-krotnym wzrostem produkcji przemysłowej i wysoką wydajnością pracy. Plan przewidywał likwidację klas posiadających i doprowadzenie do końca kolektywizacji. Również ten plan skorygowano w 1934 r., podnosząc wcześniej ustalone wskaźniki. Trzecia pięciolatka (1938–1942) zakładała dokonanie pierwszego wielkiego kroku na drodze do prześcignięcia rozwiniętych państw kapitalistycznych pod względem produkcji na mieszkańca. Przewidywano także zwiększenie produkcji i podniesienie jakości przemysłowych artykułów konsumpcyjnych oraz poprawę zaopatrzenia ludności w żywność. Wspólnym mianownikiem planów wieloletnich była wysoka akumulacja finansowa, kierowana głównie na rzecz rozwoju przemysłu. Początkowo jej źródłem były podatki od ludności, pożyczki wewnętrzne i przymusowe dostawy płodów rolnych, a następnie dochody przemysłu państwowego.
Plany forsowały industrializację, u której podstaw leżał szybki rozwój przemysłu ciężkiego i maszynowego. Polityka ta, określana zwykle mianem socjalistycznej industrializacji, a w literaturze – spóźnionej lub narzuconej industrializacji, była zespołem działań na rzecz przeprowadzenia rewolucji przemysłowej w zacofanej Rosji. Inaczej niż podczas kapitalistycznej rewolucji przemysłowej, w której kierunki uprzemysłowienia określał rynek, dynamika i proporcje zostały arbitralnie narzucone przez władze partyjne oraz państwowe. Narzucona industrializacja opóźniała rozwój produkcji artykułów konsumpcyjnych, a w konsekwencji podniesienie stopy życiowej ludności. Kreowała „heroiczny” model wyjścia z zacofania gospodarczego na drodze jednostronnego uprzemysłowienia.
Równolegle z programem industrializacji podjęto akcję kolektywizacji rolnictwa. Na zjeździe partii w 1927 r. zadecydowano, że w ciągu 10–15 lat nastąpi połączenie gospodarstw chłopskich w wielkoobszarowe kołchozy. Wkrótce zdecydowanie przyspieszono kolektywizację, argumentując, że trudną sytuację rolnictwa może zmienić szybkie zorganizowanie dużych gospodarstw zespołowych, wyposażonych w nowoczesne maszyny, wykorzystujących korzyści płynące z ekonomii skali. Kierownictwo partii, na początku 1930 r., ogłosiło przystąpienie do powszechnej kolektywizacji i ustaliło termin jej zakończenia na wiosnę 1932 r. Stanowisko władz nasiliło tendencję do przymusowego tworzenia spółdzielni, walki nie tylko z kułakami, lecz także z chłopstwem średniorolnym i wzmogło represje w stosunku do opornych. Bogatych chłopów masowo zsyłano na Syberię, często ferowano też wyroki kary śmierci za sabotowanie polityki bolszewickiej.
Wprawdzie najbardziej jaskrawe przypadki łamania prawa były piętnowane przez partię, ale nie negowano zasadności polityki agrarnej. Z pełną kolektywizacją rolnictwa wiązano nadzieje na zbudowanie w ZSRR ustroju socjalistycznego.

#### Gospodarka centralnie kierowana
Forsowne przemiany ustrojowe w latach 30. doprowadziły do ukształtowania i petryfikacji zasad gospodarki centralnie kierowanej, która odrzuciła regulacje rynkowe. Jej podstawą była wszechobecna własność państwowa, wspomagana przez pozbawioną samorządności, zbiurokratyzowaną spółdzielczość. Państwowe fabryki, przedsiębiorstwa transportowe, usługowe i handlowe oraz banki determinowały gospodarkę w miastach.
Na wsi gospodarstwa chłopskie zastąpiono kołchozami, formalnie będącymi spółdzielniami rolnymi, ale ściśle nadzorowanymi przez władze państwowe i partyjne. Zdecydowanie mniej liczne gospodarstwa państwowe (sowchozy) były zarządzane podobnie jak znacjonalizowane zakłady przemysłowe. Na wsi koncentrowała się także podstawowa część handlu spółdzielczego.
Decyzje produkcyjne i inwestycyjne podejmowano poza przedsiębiorstwami. Zależały one od woli gremiów partyjnych oraz scentralizowanego systemu planowania i kierowania gospodarką. Jego kluczowymi ogniwami administracyjnymi były Najwyższa Rada Gospodarstwa Narodowego (WSNCh) i Państwowa Komisja Planowania (Gospłan).
W latach 30. w miejsce Najwyższej Rady powstało kilkadziesiąt komisariatów ludowych (ministerstw), odpowiedzialnych za poszczególne dziedziny przemysłu i inne działy gospodarki. Koordynacja ich pracy należała do Komisji Planowania, która stała się superministerstwem planującym i zarządzającym gospodarką. Struktury Komisji powstały w poszczególnych republikach i sprawowały kontrolę nad wydziałami planowania poszczególnych ministerstw.
Gospłan, oprócz planowania, ustalał szczegółowe wskaźniki obowiązujące przedsiębiorstwa, ich zjednoczenia i ministerstwa branżowe, przydzielał środki inwestycyjne i obrotowe oraz decydował o kierunkach dystrybucji wyrobów gotowych. W praktyce Komisji Planowania narzędzia finansowe zastąpiono bilansowaniem w wielkościach fizycznych. System kredytowy został zastąpiony powszechnie stosowanymi dotacjami z budżetu służącymi sfinansowaniu zadań rzeczowych zawartych w planach gospodarczych. Tym samym osłabiona została koordynacyjna rola budżetu jako podstawowej instytucji państwowej.
Do warunków gospodarki centralnie kierowanej (nakazowo-rozdzielczej) dostosowano podział terytorialny państwa. Zniesiono gubernie oraz powołano rejony i obwody, czyli kompleksy wytwórcze o określonej specjalizacji. Rejony i obwody stanowiły ogniwo pośrednie między władzami centralnymi a przedsiębiorstwami, opracowywano dla nich odrębne plany, a urzędnikom przyznawano ściśle określone uprawnienia.
Centralnie decydowano o wielkości nakładów inwestycyjnych, zaopatrzeniu w surowce i materiały oraz zasadach dystrybucji wyrobów. Podobnie sterowano siłą roboczą, kierując pracowników do dziedzin preferowanych przez państwo. W tym układzie samodzielność przedsiębiorstw okazała się fikcją, ich działalność określały liczne wskaźniki, nakazy oraz zakazy władz administracyjnych i partyjnych. Podstawową rolę odgrywało wykonanie planu produkcji, od którego zależał poziom wynagrodzeń.
Wyniki przedsiębiorstw były uzależnione w znacznym stopniu od ich siły przetargowej wobec instytucji nadrzędnych. Starały się one ukrywać posiadane rezerwy produkcyjne, aby nie narazić się na radykalne zwiększenie narzucanych planów wytwórczości.
Jednocześnie zabiegały o dodatkowe środki inwestycyjne i obrotowe, umożliwiające przekroczenie planów, z czym wiązały się premie i nagrody dla kierownictw oraz załóg. Formalnie w przedsiębiorstwach istniał rozrachunek gospodarczy (chozrasczot) w celu kontrolowania kosztów. Jednak decydowały fizyczne przydziały czynników produkcji oraz zewnętrznie ustalane ceny, które stanowiły podstawę gospodarki centralnie kierowanej.
Eliminacja elementów rynkowych nie była pełna. W latach 30. kołchozy, po wywiązaniu się z obowiązkowych dostaw wobec państwa według stałych cen, mogły sprzedawać nadwyżki na rynku kołchozowym po cenach wolnorynkowych, zdecydowanie dla nich korzystniejszych. W miastach istniał, z przerwami w okresach ścisłej reglamentacji, rynek artykułów konsumpcyjnych. Towary były dostępne w państwowych i spółdzielczych sklepach po względnie stałych cenach oraz na bazarach (rynku kołchozowym) – po cenach oferowanych przez sprzedawców.

### Przemysł
Wojna światowa doprowadziła do zdecydowanego spadku wytwórczości przemysłowej Rosji. W roku 1917 w wielkim i średnim przemyśle jej poziom sięgał 2/3 stanu z 1913 r., a w 1918 r. obniżył się do 1/2. Rewolucja i wojna domowa przyniosły dalsze załamanie produkcji, zwłaszcza w przemyśle wielkim. W roku 1920 jej rozmiary nie przekraczały 13% poziomu z 1913 r., w tym wytwórczość żelaza i stali stanowiła zaledwie 4%. W przemyśle drobnym spadek był mniej dotkliwy i sięgał 44% stanu przed wybuchem I wojny światowej.
Polityka komunizmu wojennego podporządkowała produkcję przemysłową potrzebom frontu. Dlatego też, mimo powszechnych trudności zaopatrzeniowych, transportowych i aprowizacyjnych, rozwijano produkcję zbrojeniową, przede wszystkim w okręgu moskiewsko-tulskim. Natomiast brak paliw i surowców zahamował rozwój innych branż przemysłu. Bolszewicy byli odcięci od dostaw węgla z Zagłębia Donieckiego (Donbasu), ropy naftowej z Baku i Groźnego oraz bawełny z Turkiestanu, czyli z terenów opanowanych przez białych.
Okres NEP-u charakteryzował szybki wzrost produkcji przemysłu wielkiego, ale jej ogólny poziom w 1926 r. nie przekraczał 50% z 1913 r. Zadecydowały o tym słabe postępy w hutnictwie oraz przemyśle lekkim i spożywczym, cierpiącym na niedostatek surowców rolniczych. Jednak w niektórych branżach wyniki przewyższyły stan z 1913 r. Tak było w przypadku wydobycia węgla i ropy naftowej, produkcja energii elektrycznej zaś została podwojona.
Od roku 1926 przystąpiono do unowocześniania starych i budowy nowych fabryk. Nakłady koncentrowano w przemyśle ciężkim i maszynowym, z myślą o częściowym wyeliminowaniu importu. Zmodernizowano kopalnie i huty Zagłębia Donieckiego, m.in. przez zastąpienie napędu parowego elektrycznym. Powstały wówczas Moskiewskie Zakłady Elektryczne i Krasnouralska Huta Miedzi. W roku 1928 produkcja przemysłowa przekroczyła o 32% poziom przedwojenny. Wyjątkowo dobre wyniki osiągnął przemysł maszynowy i elektroenergetyczny. Jednak w wielu gałęziach produkcja była niższa od osiągniętej w 1913 r., a liczba bezrobotnych przekraczała 1,3 mln osób. Mimo niedostatków zostały zainaugurowane przemiany strukturalne, a udział produkcji przemysłowej w całej wytwórczości kraju zwiększył się z 35% w 1925 r. do 48% w 1928 r.
Gwałtowne przyspieszenie industrializacji nastąpiło w okresie realizacji pierwszego planu pięcioletniego (1929–1932), kiedy 84% nakładów inwestycyjnych na przemysł przeznaczono na rozbudowę hutnictwa, górnictwa, przemysłu maszynowego i metalowego, w tym zbrojeniowego Rozwój gałęzi inwestycyjnych i o znaczeniu militarnym wyraźnie wyprzedzał postępy w przemyśle konsumpcyjnym. Plan wytwórczości środków produkcji został przekroczony prawie o 28%, a dóbr konsumpcyjnych – wykonany tylko w 80%. Dysproporcje w rozwoju poszczególnych grup przemysłu stały się trwałym elementem gospodarki radzieckiej. W drugim planie pięcioletnim (1933–1937) główny wysiłek był kierowany na kontynuowanie inwestycji pierwszego planu gospodarczego. Dzięki temu osiągnięto skokowe przyrosty w produkcji przemysłowej. Jej poziom podniósł się przeciętnie o 120%, a wytwórczość przemysłu zbrojeniowego potroiła się. Odbyło się to kosztem produkcji dóbr konsumpcyjnych i budownictwa mieszkaniowego. Realizację trzeciego planu pięcioletniego (1938–1942) przerwała agresja Niemiec na ZSRR, jednak jej wyniki wskazywały na kontynuację socjalistycznej industrializacji, a więc preferowanie przemysłu ciężkiego kosztem pozostałych jego gałęzi i rolnictwa oraz infrastruktury gospodarczej i społecznej.
Industrializację oparto na elektryfikacji kraju, realizowanej zgodnie z programem przygotowanym przez GOELRO. Zbudowano kilkadziesiąt elektrowni cieplnych i wodnych, z których największa była ukraińska hydroelektrownia Dnieprostroj. Z myślą o źródłach energii rozwijano górnictwo węglowe Zagłębia Donieckiego, Karagandy, Kuźniecka i Workuty oraz wydobycie ropy naftowej w Basenie Wołżańsko-Uralskim. W latach 30. XX w. z rozmachem rozbudowywano przemysł hutniczy, powstały m.in. kombinaty metalurgiczne w Kuźniecku i Magnitogorsku, na Ukrainie zaś – huty Dnieprospecstal i Zaporożstal. Nowoczesne technologie przyczyniły się do zwiększenia produkcji żelaza i stali, a także umożliwiły produkcję stali szlachetnych i stopowych oraz rur. W pobliżu Czelabińska powstała huta aluminium, wykorzystująca miejscowe złoża boksytów. Rozbudowa i modernizacja metalurgii miały niezmiernie ważne znaczenie dla rozwoju przemysłu metalowego i maszynowego m.in. w nowych ośrodkach – Swierdłowsku na Uralu i Kramatorsku na Ukrainie. Podjęto produkcję koparek, dźwigów, samochodów, samolotów, lokomotyw, kotłów, turbin elektrycznych i innego sprzętu mechanicznego. Już w 1937 r. ZSRR był w stanie produkować wszystkie rodzaje maszyn.
Wiele zakładów powstało dzięki rozwinięciu potężnych biur projektowych, zatrudniających krajowych i zagranicznych konstruktorów. Wykorzystywano amerykańskie i niemieckie projekty techniczne oraz zachodnie metody organizacji pracy. Wielkie kompanie kapitalistyczne (United States Steel, Ford Motor Company) uczestniczyły w budowie hut i fabryk samochodów. Do przemysłu radzieckiego trafiły setki specjalistów zachodnich, których dotknęły skutki kryzysu gospodarczego oraz zwabionych ideologią budowy „pierwszego państwa socjalistycznego”.
Nowe zakłady w przemyśle maszynowym i metalowym wznoszono z myślą o wzmocnieniu potencjału militarnego ZSRR. Fabryki traktorów i samochodów były przystosowane do masowej produkcji czołgów. Tę gałąź przemysłu niekiedy określano mianem „przemysłu czołgowego, samochodowego i traktorowego”. Rola przemysłu zbrojeniowego w nakładach inwestycyjnych rosła w miarę pogarszania się sytuacji w Europie oraz zaostrzania stosunków radziecko-chińskich i radziecko-japońskich. W przededniu wybuchu II wojny światowej pochłaniał on 73% nakładów inwestycyjnych przeznaczonych dla przemysłu maszynowego i metalowego. W zbrojeniówce zatrudniano najlepszych specjalistów oraz kierowano doń najlepsze maszyny, surowce i materiały. Do połowy lat 30. współpracowano z niemieckimi firmami zbrojeniowymi. Dzięki takiej polityce uzyskiwano produkty nowoczesne i wysokiej jakości. Szybko jednak odstąpiono od kopiowania broni zachodniej, wprowadzając do produkcji nowoczesne czołgi, mobilne wyrzutnie rakietowe, samoloty bojowe i transportowe, okręty oraz pistolety maszynowe.
W sferze cywilnej przemysł maszyn rolniczych rozpoczął produkcję kombajnów zbożowych, przeznaczonych dla wielkoobszarowych kołchozów. Drobne zakłady wytwórcze przemysłu lekkiego i spożywczego przekształcono w fabryki o produkcji masowej, a w Uzbekistanie powstał wielki kombinat przemysłu bawełnianego. Nowe fabryki papieru powstały w Karelii i na północnym Uralu, przetwórnie ryb w Astrachaniu, a zakłady mięsne w Kazachstanie.
Osiągnięcia w dziedzinie uprzemysłowienia, głównie w rozwoju gałęzi wytwarzających dobra inwestycyjne i broń, Związek Radziecki zawdzięczał wysokim nakładom inwestycyjnym i rosnącemu zatrudnieniu. Nadmierna koncentracja wysiłku inwestycyjnego w przemyśle ciężkim wpłynęła ujemnie na rozwój innych branż oraz działów gospodarki narodowej. Już w 1930 r. gospodarka odczuła skutki przeinwestowania, co nie powstrzymało władz od forsowania uprzemysłowienia. Skorygowano jedynie strukturę nakładów, zasilając, kosztem przemysłu lekkiego, przemysł zbrojeniowy. Z tego samego powodu pod koniec lat 30. nastąpiło zahamowanie dynamiki wzrostu, a nawet pewne obniżenie produkcji, m.in. materiałów budowlanych i maszyn rolniczych.
Wyniki przemysłu w całym okresie międzywojennym, a zwłaszcza po 1927 r., były imponujące. W stosunku do 1913 r. jego produkcja wzrosła 8,5-krotnie, w tym przemysłu maszynowego – 35-krotnie. Należy dodać, że praktycznie całość produkcji pochodziła z przedsiębiorstw państwowych. Dzięki industrializacji zlikwidowano bezrobocie, zaktywizowano gospodarczo południowo-wschodnią część kraju i znacząco rozbudowano potencjał militarny ZSRR.

### Rolnictwo
Pod koniec wojny zbiory płodów rolnych w Rosji były o 13% niższe od osiąganych przed 1914 r. Dewastacja rolnictwa w okresie wojny domowej i polityka komunizmu wojennego doprowadziły do spadku zbiorów zbóż o 50%, a produkcji hodowlanej – o 40% w stosunku do 1913 r. Na wielu obszarach kraju wystąpił głód, dotkliwy głównie w latach 1921–1922, kiedy głodowało ponad 23 mln osób. Powodem tragicznej sytuacji rolnictwa były nie tylko zniszczenia wojenne, zajęcie urodzajnych rejonów Ukrainy, Kubania i północnego Kaukazu przez wojska białych, lecz także polityka bolszewików.
Gospodarstwa chłopskie, które powstały w wyniku działania dekretu o ziemi, okazały się ekonomicznie słabe. Ze względu na niewielkie rozmiary wytwórczości chłopi przeznaczali zbiory na własne potrzeby, rzadziej na sprzedaż. Wprawdzie teoretycznie mogli otrzymać od państwa za zboża artykuły przemysłowe, ale w praktyce ich podaż była znikoma, co zniechęcało chłopów do wyzbywania się plonów. W znikomym stopniu zwiększyła dostawy żywności do miast surowo egzekwowana prodrazwiorstka.
Odbudowa rolnictwa, która miała miejsce w okresie NEP-u, pozwoliła na uzyskanie w 1926 r. poziomu wytwórczości zbliżonego do stanu przed wybuchem wojny. Jednak zdecydowanie gorsze były rezultaty w zakresie produkcji towarowej rolnictwa, tj. przeznaczonej na rynek. Rolnictwo sprzedawało tylko 50% tej ilości zbóż, jaką oferowało przed I wojną światową, a eksport ziarna z Rosji skurczył się do 1/4. Świadczyło to o wzroście znaczenia gospodarki naturalnej i wewnętrznej konsumpcji gospodarstw rolnych, rekompensującej lata wyrzeczeń.
Z powodu niedostatecznych dostaw maszyn i narzędzi rolniczych gospodarstwa chłopskie stosowały prymitywną agrotechnikę. Tylko połowę zboża zbierano i młócono, przy użyciu maszyn napędzanych przez konie. Powszechnym zjawiskiem był ręczny siew i młocka, stosowano sierpy oraz sochy. Brak środków finansowych i złe zaopatrzenie ograniczały stosowanie nawozów sztucznych i środków ochrony roślin. Bardzo niski pozostawał poziom wiedzy rolniczej, co łącznie uniemożliwiało zwiększenie plonów. Dodatkowo, docierające na wieś informacje o rychłej kolektywizacji, konfiskacie ziemi i inwentarza paraliżowały nawet skromną działalność inwestycyjną. Opór chłopstwa wyrażał się m.in. w formie niszczenia narzędzi, masowego uboju zwierząt hodowlanych i sprzedaży ziarna siewnego, co zmniejszało rozmiary produkcji rolnej.
Lepiej wyglądała sytuacja w popieranych przez państwo kołchozach i sowchozach, ale nie odgrywały one większej roli w produkcji rolnej. W roku 1925 działało 22 tys. kołchozów i 2 tys. sowchozów, a ich udział sięgał tylko ok. 2% całego obszaru zasiewów. Jednak dysponowały one traktorami i maszynami ułatwiającymi pracę w dużych gospodarstwach. Sprzęt ten w 90% pochodził z importu. W latach 1926–1928 władze intensywnie rozwijały gospodarstwa państwowe, pragnąc stworzyć z nich wzorcowe ośrodki produkcji rolnej. Miały one stanowić przykład dla rolników i zachęcać ich do wspólnego gospodarowania. Organizowano liczące kilkaset tysięcy hektarów „fabryki zboża”, dość dobrze wyposażone w środki do produkcji rolnej, stosujące bardziej nowoczesne metody uprawy ziemi.
Wielkoobszarowe sowchozy okazały się trudne do zarządzania i mało efektywne. Na początku lat 30. XX w. władze zostały zmuszone do podziału niesprawnych gigantów na liczące 4 -6 tys. ha gospodarstwa. Powołano także gospodarstwa specjalizujące się w hodowli, aby zintensyfikować produkcję zwierzęcą. Odstąpiono od przeniesionych z przemysłu metod zarządzania, co zaowocowało lepszymi wynikami ekonomicznymi. W roku 1940 sowchozy obsiewały tylko 10% całego obszaru gruntów ornych. Podobny był ich udział w hodowli trzody chlewnej i bydła. Tak więc w niewielkim stopniu wpływały na ogólną wielkość produkcji rolnej.
W okresie odchodzenia od NEP-u gospodarka kołchozowa rozwijała się wolno i obejmowała niecałe 3% ogólnej powierzchni użytków rolnych. Od roku 1927 liczba kołchozów zaczęła szybko rosnąć i po 2 latach ponad 20% gospodarstw małych i średnich zostało skolektywizowanych. W roku 1932 istniało już 211 tys. kołchozów zrzeszających 2/3 rodzin chłopskich i posiadających przeszło 3/4 ziemi ornej.
Gospodarstwa kołchozowe w większości pracowały źle i nie były w stanie sprostać potrzebom żywnościowym ludności ani wymaganiom surowcowym przemysłu. Jednak nie rezygnowano z kontynuowania procesu przymusowego łączenia gospodarstw indywidualnych, który doprowadzono do końca w 1937 r. Według oficjalnych danych w kołchozach znalazło się 93% gospodarstw chłopskich i 99% powierzchni gruntów ornych.
Kołchozy były gospodarstwami znacznie mniejszymi od sowchozów. W roku 1932 na jedno gospodarstwo kołchozowe przypadało 400-500 ha gruntów. Jednak porównanie z okresem dominacji gospodarstw indywidualnych wskazywało, iż nastąpiła silna koncentracja ziemi. W wyniku kolektywizacji w miejsce ok. 25 mln gospodarstw chłopskich powstało ok. 250 tys. kołchozów. Ich zadaniem było zwiększenie nie tylko ogólnej produkcji roślinnej i zwierzęcej, lecz przede wszystkim produkcji towarowej, przeznaczonej na zaopatrzenie rozwijających się miast i na eksport.
Państwo oferowało kołchozom pomoc w zakresie kredytów i ulg podatkowych, dostaw traktorów, maszyn i nawozów oraz w pozyskaniu specjalistów. W miarę rozwoju przemysłu radzieckiego zwiększał się strumień środków do produkcji rolnej płynący do gospodarstw zespołowych, jednak był on zdecydowanie mniejszy od potrzeb. Dostawy traktorów i maszyn zasilające Stacje Maszynowo-Traktorowe (MTS) nie były nawet w stanie uzupełnić ubytku liczby koni, jaki miał miejsce w okresie kolektywizacji.
Zmniejszenie o 50% pogłowia koni w latach 1929–1934 było konsekwencją braku pasz oraz likwidacji inwentarza żywego przez chłopów zagrożonych kolektywizacją. W rezultacie, łączna siła pociągowa w rolnictwie w 1933 r. stanowiła zaledwie 70–75% stanu z 1929 r.
W wielu kołchozach nawet najcięższe prace rolnicze i transportowe wykonywano ręcznie. Niski był poziom nawożenia i melioracji gruntów, brakowało agronomów, weterynarzy oraz zootechników. W konsekwencji metody agrotechniczne stosowane poprzednio w małych gospodarstwach chłopskich przenoszono do wielkoobszarowych gospodarstw zespołowych. Dodatkowo, funkcje kierownicze powierzano ludziom, którym ufała partia, ale zazwyczaj nie mieli oni przygotowania fachowego. Również system wynagradzania za pracę nie zachęcał kołchoźników do wysiłku fizycznego czy umysłowego.
Władze, w ramach doraźnych działań stymulujących produkcję, zmniejszyły kołchozom obowiązkowe dostawy produktów rolnych na rzecz państwa i umożliwiły wolną sprzedaż nadwyżek produkcyjnych. Jednak w warunkach permanentnych niedostatków zarówno środków produkcji, jak i przemysłowych artykułów konsumpcyjnych nie wywoływało to radykalnych zmian w położeniu gospodarstw i kołchoźników oraz w poziomie produkcji rolnej. Realnym bodźcem okazało się prawo kołchoźników do działek przyzagrodowych, na których mogli utrzymywać krowę i drób. Produkcja działek zaspokajała potrzeby kołchoźników, a w części była przedmiotem sprzedaży na rynku kołchozowym. Niektóre szacunki stwierdzały, że wytwórczość działek stanowiła przeszło 25% ogólnej produkcji kołchozowej.
W latach 1929–1934 produkcja rolna ZSRR ponownie spadła poniżej poziomu z 1913 r. W kryzysowym 1932 r. produkcja zwierzęca sięgała 54%, a roślinna 90% stanu z okresu przed I wojną światową. Między 1928 r. a 1933 r. pogłowie bydła spadło o 44%, a trzody chlewnej – o 55%. Spadek okazał się znacznie większy niż w okresie I wojny światowej i wojny domowej w Rosji. W latach 30., w wyniku zmniejszenia pogłowia zwierząt hodowlanych, spożycie mięsa i produktów mlecznych w przeliczeniu na mieszkańca było niższe od uzyskanego pod koniec lat 20. Przemysł silnie odczuł ograniczone dostawy skór i wełny. Produkcja zbóż w latach 1931–1932 spadła do poziomu najniższego od rewolucji październikowej, z wyłączeniem głodowych lat 1921–1922. W okresie kolektywizacji niższe były także zbiory buraków cukrowych, ziemniaków i ziarna słonecznikowego, natomiast zadowalające efekty uzyskiwano w produkcji bawełny i włókna lnianego.
Dopiero od 1935 r. nastąpił wyraźny postęp, ale tylko w produkcji roślinnej. Jej rozmiary w 1939 r. przewyższyły o 8% poziom z 1913 r. Masowy ubój zwierząt w okresie kolektywizacji sprawił, że wielkość hodowli była jeszcze niższa od osiągniętej w 1913 r. Ogólna produkcja rolnicza w 1939 r. przewyższała tylko o 4% poziom uzyskany przed wybuchem I wojny światowej.

### Transport i handel

#### Transport
Funkcjonowanie gospodarki na rozległym terytorium Rosji było uzależnione w wysokim stopniu od sprawności komunikacji. Tymczasem właśnie transport poniósł największe straty podczas krwawej wojny domowej. Straty najsilniej dotknęły kolej, na skutek zniszczenia torów, mostów, stacji i taboru. W roku 1920 aż 69% parowozów nie było zdolnych do pracy. Tragicznie przedstawiało się także zaopatrzenie w paliwo. Do roku 1925, mimo odbudowy linii kolejowych i taboru, przewozy towarów nie przekroczyły 80% poziomu z 1913 r. Dodatkowo, gęstość sieci kolejowej była bardzo nierównomierna. Ubogie pod tym względem były obszary Azji Środkowej, co utrudniało ich zagospodarowanie.
Wraz z zapoczątkowaniem pierwszego planu pięcioletniego przystąpiono do wielkich inwestycji kolejowych. Oddano do użytku projektowaną jeszcze w czasach carskich magistralę turkiestańsko-syberyjską o długości 1470 km, linię Moskwa – Donbas i nowe odcinki kolei w Azji Środkowej. Ogółem w latach 1928–1940 długość sieci kolejowej wzrosła z 77 tys. do 106 tys. km. Mimo to zdolność przewozowa kolei nie nadążała za gwałtownym wzrostem potrzeb transportowych, związanym z industrializacją i migracją ludności. Dlatego na wielką skalę dobudowywano na liniach jednotorowych drugie tory, elektryfikowano trakcję i modernizowano torowiska. Zwiększono zakupy wagonów towarowych, zwłaszcza o dużej pojemności, oraz ciężkich lokomotyw, zaniedbując tabor pasażerski. Postępy w procesie industrializacji sprawiły, że szybko rosły przewozy towarów masowych, głównie węgla, koksu, drewna i ropy naftowej. Wielokrotnie zwiększyły się przewozy na szlaku wschód-zachód, wynikające z rozmieszczenia przemysłu (Syberia, Ural, Azja Środkowa).
W latach 30. XX w. zaznaczył się postęp w drogownictwie, żegludze morskiej i śródlądowej. Drogi samochodowe połączyły Moskwę z Leningradem, Mińskiem i Charkowem, a także z Krymem, Kaukazem i Uralem, a Leningrad – z Kijowem i Odessą. Dzięki rodzimemu przemysłowi stoczniowemu zwiększono i zmodernizowano flotę morską oraz rzeczną. Na potrzeby żeglugi śródlądowej, w której dominowały przewozy drewna i ropy naftowej, wybudowano m.in. ważny kanał Moskwa – Wołga. W ramach modernizacji komunikacji miejskiej zbudowano pierwsze odcinki moskiewskiego metra.
Mimo postępu transport pozostawał wąskim gardłem gospodarki. Nowe okręgi przemysłowe i charakter ich wytwórczości stwarzały ogromne zapotrzebowanie na przewozy. Intensywność wykorzystania transportu, głównie kolei, była 3-krotnie wyższa niż w Rosji carskiej. Prowadziło to do dewastacji taboru, szlaków i urządzeń przeładunkowych, a przede wszystkim dezorganizowało zaopatrzenie przemysłu i miast.

#### Stosunki gospodarcze z zagranicą
Rewolucja i wojna domowa doprowadziły do upadku wymiany z zagranicą. Do głównych przyczyn należały brak towarów i dewiz oraz blokada gospodarcza Rosji Radzieckiej ze strony państw ententy. W rezultacie, w 1918 r. obroty handlu zagranicznego nie przekraczały 1% poziomu uzyskanego w 1913 r. Zgodnie z kierunkami przemian ustrojowych handel zagraniczny stał się monopolem państwa, realizowanym przez wyspecjalizowane centrale handlowe. Głównymi instrumentami kontroli handlu były państwowy nadzór nad przepływem towarów i reglamentacja dewizowa.
Po zniesieniu w 1920 r. blokady władze radzieckie przystąpiły do podpisywania traktatów handlowych z poszczególnymi państwami. Jednym z pierwszych była umowa handlowa z Wielką Brytanią. W prowadzono także system koncesji umożliwiających podejmowanie przedsięwzięć z udziałem kapitału zagranicznego. Zaowocowało to rozwojem wymiany handlowej i lokatami kapitału obcego w okresie NEP-u.
Jednak wyniki nie były imponujące, gdyż po stronie eksportu nie odzyskano przedwojennej pozycji Rosji jako dostawcy zboża. Na przeszkodzie stały niezadowalające wyniki rolnictwa i wzrost krajowego zapotrzebowania na żywność. Jednocześnie zmalał import luksusowych artykułów konsumpcyjnych w konsekwencji zubożenia lub emigracji bogatych warstw społeczeństwa. Rosja Radziecka początkowo importowała towary poszukiwane na rynku – odzież, obuwie, lekarstwa i żywność. Stopniowo zaczął rosnąć import inwestycyjny w celu odbudowy przemysłu, rolnictwa i transportu. Płacono dostawami surowców, głównie drewna, lnu i futer.
Niewielka oferta eksportowa spowodowała pojawienie się głębokiego deficytu handlowego. Próbowano go likwidować wywozem złota, co początkowo spotykało się z bojkotem, głównie Anglii i Francji, w postaci złotej blokady. Banki krajów, które utraciły kapitały w wyniku rewolucji październikowej, nie chciały przyjmować radzieckiego złota. Utrudniały w ten sposób handel i narażały gospodarkę ZSRR na straty. Sytuacja zmieniła się po podpisaniu w 1922 r. traktatu handlowego i nawiązaniu ścisłych kontaktów gospodarczych ZSRR z Niemcami. Pierwszą firmą niemiecką, która podjęła współpracę z Rosją Radziecką, był Junkers, zainteresowany produkcją samolotów i silników.
Wzrost obrotów handlu zagranicznego nastąpił po 1923 r., a do 1928 r. osiągnięto 41% poziomu eksportu i 71% poziomu importu z 1913 r. Największy udział w radzieckim imporcie miały Niemcy, Stany Zjednoczone, Anglia i Francja, dostarczające maszyny i urządzenia, wyroby chemiczne oraz środki transportu. Odbierały one także większość eksportowanych przez ZSRR produktów. Ze słabym zainteresowaniem spotkały się wśród obcego kapitału propozycje przyznania koncesji ze względu na nieufność Zachodu w stosunku do władz komunistycznych. Do ważniejszych przedsięwzięć w przemyśle przetwórczym należała szwedzka fabryka łożysk tocznych w Moskwie oraz zakłady farmaceutyczne powstałe przy udziale amerykańskiego biznesmena, Armanda Hammera.
Większość koncesji dotyczyła handlu oraz pozyskiwania i eksportu surowców, takich jak rudy metali oraz drewno. Niemcy uzyskali prawa do wydobycia rud w Krzywym Rogu, a Brytyjczycy z powodzeniem eksploatowali złotodajne pola nad Leną.
W dyskusjach ekonomicznych połowy lat 20., w których pojawiły się poglądy zalecające szybkie osiągnięcie autarkii, zwyciężyła opinia o konieczności włączenia handlu zagranicznego do realizacji planów industrializacji. Przyjęto program hamowania importu konsumpcyjnego oraz promowania przywozu maszyn, urządzeń i deficytowych surowców dla rozwijanego przemysłu. Ważnym źródłem dewiz miał być rosnący eksport zbóż, w granicach 5–8 mln ton rocznie.
Plany te przyszło realizować w warunkach światowego kryzysu gospodarczego i przyspieszonej kolektywizacji rolnictwa. W latach 1930–1931 przy niskich cenach, kosztem konsumpcji krajowej, eksportowano rocznie ok. 5 mln ton zboża. W kolejnych latach na skutek spadku produkcji nastąpiło załamanie wywozu – do 0,3 mln ton w 1936 r. Spadek przychodów z eksportu rolnego rekompensowano wzmożeniem wywozu surowców przemysłowych i redukcją importu zaopatrzeniowego (bawełny, wełny) dla przemysłu lekkiego, a także ciężkiego. Polityka władz umożliwiła uzyskanie w latach 1933–1937 dodatniego bilansu handlowego. Ujemny bilans w latach następnych pokrywano złotem z intensywnie eksploatowanych kopalni.
W latach wielkiego kryzysu gospodarczego wiele państw, głównie Stany Zjednoczone, nasiliło kontrolę radzieckiego eksportu pod kątem stosowania dumpingu i ograniczyło kredyty. Wywołało to retorsje handlowe ze strony ZSRR, hamujące wymianę towarową. Bolszewicy rozwiązali umowy koncesyjne z Amerykanami, Brytyjczykami i Szwedami oraz zrezygnowali z części programów dotyczących pomocy technicznej, wykorzystywanych dotąd podczas wznoszenia gigantów przemysłowych.
Przejściowo radykalnie spadł udział Stanów Zjednoczonych w radzieckim imporcie, głównie na rzecz Niemiec. Stany Zjednoczone odzyskały przodującą pozycję po 1936 r., w związku z antykomunistyczną postawą Hitlera, jednak już od 1939 r. współpracujące politycznie ze Stalinem nazistowskie Niemcy eksportowały do ZSRR prawie tyle towarów, ile dominujący dotąd na rynku radzieckim Amerykanie. Wydarzenia polityczne miały wpływ na zahamowanie wymiany ZSRR z Japonią i Włochami, a także z Anglią i Francją.
Mimo występujących w polityce gospodarczej ZSRR tendencji autarkicznych, stałym dążeniem władz był rozwój handlu sprzyjającego industrializacji i kolektywizacji. W imporcie, kosztem dóbr konsumpcyjnych, zwiększano zakupy dóbr inwestycyjnych i towarów służących zaopatrzeniu przemysłu. W latach 1929–1932 maszyny i urządzenia przemysłowe stanowiły 47% całego przywozu. Kupowano także, zwłaszcza w Stanach Zjednoczonych, traktory, kombajny i inne maszyny rolnicze, przeznaczone dla wielkoobszarowych gospodarstw.
W miarę postępów industrializacji w wywozie coraz większą rolę odgrywały wyroby i surowce przemysłowe oraz metale szlachetne. Na przeszkodzie szybkiemu wzrostowi obrotów stał niedostatek nowoczesnych wyrobów gotowych w ofercie eksportowej oraz wahania koniunktury i cen w handlu światowym. Sytuację radzieckiego bilansu płatniczego ratowały zasoby złota i szybki rozwój floty morskiej, umożliwiającej oszczędności w wydatkach dewizowych. Ogólnie, rola handlu zagranicznego w gospodarce radzieckiej była niewielka. Przed wybuchem II wojny światowej jego udział w handlu światowym wynosił zaledwie 0,6%.

#### Handel wewnętrzny
Na skutek braku towarów i inflacji początki handlu wewnętrznego w porewolucyjnej Rosji były związane z bezpośrednią (naturalną) wymianą produktów. W ten sposób organizowano prywatny handel detaliczny oraz realizowano państwowy monopol handlu zbożem i zaopatrzenie kartkowe robotników przemysłowych. Dopiero stopniowe znoszenie w ramach NEP-u elementów gospodarki wojennej wpłynęło na ożywienie handlu.
Po roku 1921 ukształtowały się 3 formy własności w handlu – państwowa, spółdzielcza i prywatna, z narzuconą przez władze specjalizacją. Handel państwowy oferował artykuły przemysłowe z własnych hurtowni, domów towarowych i sklepów. Istniały spółdzielcze sklepy detaliczne, zwłaszcza na wsi, oraz punkty skupu płodów rolnych i składy artykułów przemysłowych. Handel prywatny początkowo miał przewagę w zakresie sprzedaży detalicznej.
Wraz ze schyłkiem NEP-u władze podjęły zdecydowane kroki, zmierzające do zlikwidowania prywatnego kupiectwa. Środkami ekonomicznymi i administracyjnymi wypierano sklepy prywatne, a opornych właścicieli represjonowano. Jednocześnie zabiegano o rozbudowę sieci sklepów państwowych i spółdzielczych. W konsekwencji, gdy w latach 1924–1926 ogólne obroty handlu uległy podwojeniu, wówczas udział handlu prywatnego w nich zmniejszył się z 53% do 40%. Do roku 1939 całkowicie zlikwidowano prywatne sklepy. Namiastką handlu prywatnego stał się rynek kołchozowy dostarczający produktów rolnych po swobodnie kształtujących się cenach. W warunkach ciągłego niedostatku żywności jej ceny systematycznie rosły, wielokrotnie przekraczając ceny obowiązujące w sklepach uspołecznionych.
Przemiany ustrojowe w handlu nałożyły się na przyspieszenie kolektywizacji i industrializacji, z ich opłakanymi skutkami w zakresie produkcji artykułów konsumpcyjnych. W roku 1928 normalną wymianę towarową ponownie zastąpiono reglamentacją, która objęła większość mieszkańców miast. W systemie kartkowym dostarczano artykuły rolne i przemysłowe powszechnego użytku. Stopniowe znoszenie od początku 1935 r. kartek na chleb i inne produkty zbożowe w następnych miesiącach objęło inne artykuły żywnościowe, a w 1936 r. – towary przemysłowe. Jednocześnie państwo wprowadziło sprzedaż komercyjną niektórych artykułów po cenach wyższych od stosowanych przy przydziałach kartkowych, ale niższych od kształtowanych na rynku kołchozowym. Po likwidacji systemu kartkowego w handlu uspołecznionym obowiązywały ceny stałe, zbliżone do komercyjnych. Obroty detaliczne zaczęły rosnąć, stymulowane wzrostem produkcji przemysłowej i rolnej.
W latach 30. rozwinięto sieć sklepów sprzedających towary za waluty obce. Korzystali z nich turyści zagraniczni, dyplomaci i obcy specjaliści pracujący w ZSRR, posiadający waluty obce, złoto oraz srebro. Było to ważne źródło pozyskania dewiz na import inwestycyjny. Sprzedaż za obce waluty nazywano eksportem wewnętrznym, który wprowadził element dwuwalutowości do gospodarki radzieckiej.

### Finanse i pieniądz
Nadmierne wydatki w okresie I wojny światowej oraz słaba kontrola nad finansami państwa doprowadziły do wystąpienia w porewolucyjnej Rosji silnych objawów inflacji i mozaiki walutowej. W obiegu znajdowały się banknoty carskiego Banku Państwowego Rosji, pieniądze emitowane przez Rząd Tymczasowy, lokalne środki płatnicze wprowadzane przez poszczególne władze prowincjonalne, a od 1918 r. radzieckie pieniądze papierowe (sowznaki).
Rosnące wydatki państwa, głównie na cele militarne, przy ograniczonych dochodach wywołały inflację, która szybko przerodziła się w hiperinflację. Podaż nowego pieniądza zwiększyła się z 33 mld w 1918 r. do 944 mld sowznaków w 1919 r. Na skutek nadmiernej emisji sowznaków, wobec dotkliwego braku towarów od stycznia 1918 r. do poł. 1919 r., wskaźnik cen hurtowych podniósł się blisko 4 tys. razy. Pieniądz prawie całkowicie stracił wartość i zaufanie społeczne. Dochody państwa, np. z tytułu podatków, i płace pracownicze stały się symboliczne. Przywódcy bolszewików postanowili wykorzystać deprecjację pieniądza do całkowitej jego likwidacji. W ich mniemaniu przybliżało to gospodarkę radziecką do komunizmu. Zjazd partii w 1919 r., mimo wahań Lenina, wypowiedział się za likwidacją pieniądza. W konsekwencji zbędne okazało się funkcjonowanie systemu bankowego i kredytowego, a ich funkcje przejął Ludowy Komisariat Finansów (Ministerstwo Finansów).
NEP nie tylko wpłynął na ożywienie gospodarki, lecz także doprowadził do przewartościowania poglądów na kierowanie nią. Przystąpiono do uzdrawiania stosunków finansowych, odtwarzania systemu bankowego i instytucji pieniężnych, zalegalizowano także posiadanie złota i obcych walut oraz obrót nimi. W roku 1921 utworzono Bank Państwowy (Gosbank) jako bank emisyjny. Następnie powstały: Bank Handlowo-Przemysłowy do obsługi kredytowej przemysłu i handlu, Centralny Bank Rolny, Bank Handlu Zagranicznego oraz Centralny Bank Gospodarki Komunalnej i Budownictwa Mieszkaniowego. W latach 30. XX w. dokonano niewielkiej korekty systemu bankowego, a przede wszystkim zlikwidowano kredyty handlowy i wekslowy.
W końcu 1921 r. Gosbank przystąpił do denominacji zdeprecjonowanej waluty. Podjął emisję rubli papierowych, które do 1924 r. stopniowo zastąpiły pozbawione wartości sowznaki. W roku 1922 jednocześnie wprowadzono czerwońce, równe 10 rublom carskim. Czerwońce, które znajdowały się w obiegu (razem z rublami) do 1947 r., miały pokrycie w metalach szlachetnych i papierach wartościowych, co budziło zaufanie społeczeństwa do nich.
W chwili rozpoczęcia procesu industrializacji szybko zaczęła rosnąć emisja czerwońców i rubli. Ponownie pojawiły się silne objawy inflacji, tłumione przez centralne ustalanie cen oraz drenaż finansowy ludności. Jednak na rynku kołchozowym ceny zdecydowanie rosły, przyczyniając się do spadku płac realnych.
Budżet państwa oparto na dochodach z przemysłu państwowego. Przedsiębiorstwa zobowiązane były do płacenia podatku obrotowego oraz odprowadzały do budżetu część zysku. Wpływy budżetowe od ludności sięgały 20–30% ogólnych przychodów, a pochodziły z podatków i opłat oraz często ogłaszanych pożyczek wewnętrznych o charakterze antyinflacyjnym. Około 75% wydatków budżetowych przeznaczano na rozwój gospodarki i cele socjalno-kulturalne.

### Warunki bytu ludności
Po rewolucji bolszewickiej wystąpiły złożone problemy demograficzne. Olbrzymie straty ludnościowe podczas I wojny światowej zwiększyły się o ofiary wojny domowej, m.in. o 0,8–1,2 mln zabitych żołnierzy. Jednak znacznie większe były ofiary chorób, głodu i złych warunków sanitarnych. Tylko w europejskiej części Rosji zmarły w wyniku chorób 2 mln osób, głównie na tyfus. Głód w latach 1921–1922 na Powołżu i Ukrainie, połączony z nową falą epidemii chorób, spowodował blisko 6 mln ofiar śmiertelnych. Dodatkowo 2,0–3,5 mln ludzi, przede wszystkim przedstawicieli ziemiaństwa, burżuazji i inteligencji, udało się na emigrację. Bardzo zróżnicowane szacunki wskazują na zmniejszenie się ludności Rosji w latach 1917–1922 o 9–14 mln osób.
W latach 1923–1926 nastąpił szybki przyrost naturalny, który pozwolił na uzupełnienie wojennego i powojennego ubytku ludności. Tendencja ta utrzymała się w następnych 2 latach. Rozpoczęciu procesu forsownej industrializacji i kolektywizacji rolnictwa towarzyszyły tragiczne zjawiska ludnościowe. W latach 1930–1933 ponad 2 mln kułaków zostało zesłanych do obozów pracy lub odciętych od świata na obszarach Syberii, dalsze 2,5 mln przesiedlono poza rejon zamieszkania, a ponad milion pozbawiono ziemi i przeniesiono do miast. Oficjalne dane mówią o 240 tys. śmiertelnych ofiar wysiedleń.
Przesiedlenia obejmowały także kupców oraz przedstawicieli ziemiaństwa i burżuazji, których wysiedlano z dużych miast. Część z nich aresztowano i osadzono w obozach pracy. Podobnie wyglądał los ofiar „wielkiej czystki” z lat 1936–1938, członków aparatu partyjnego i administracyjnego, dowódców wojskowych, przedstawicieli kultury i nauki oraz robotników, inżynierów i kierowników życia gospodarczego.
Uwięzieni w obozach pracy znajdowali się pod nadzorem Głównego Zarządu Obozów (Gułag). W roku 1941 w obozach pracy przetrzymywano 2 mln osób. Ta armia niewolników zasilała największe inwestycje przemysłowe i transportowe („budowy socjalizmu”) lub dostarczała surowców i opału z obszarów Syberii. Obozy w „sposób naturalny” eliminowały prawdziwych i urojonych przeciwników władzy radzieckiej. Do tragicznych symboli należał los więźniów budujących w latach 1931–1933 kanał łączący Morze Białe z Bałtykiem. Budowa pochłonęła tysiące ofiar, a znaczenie gospodarcze i militarne Kanału Białomorskiego okazało się znikome.
Przerażający był skutek głodu, jaki zapanował w latach 1932–1933 na obszarach objętych przymusową kolektywizacją. W wyniku spadku produkcji roślinnej i hodowli głód objął Ukrainę, Powołże, północny Kaukaz i Kazachstan. Liczbę ofiar śmiertelnych, głównie chłopów, szacowano na 5–9 mln osób, z czego na Ukrainie – 3–7 mln.
Tragiczne położenie ludności wiejskiej skłaniało ją do masowej migracji do miast w poszukiwaniu lepszych warunków bytu. Liczba ludności w miastach systematycznie rosła w wyniku uprzemysłowienia i tworzenia nowej sieci osadniczej. Bardzo silnie wzrosła liczba mieszkańców Czelabińska, Krzywego Rogu, Stalingradu i Swierdłowska. Od podstaw stworzono miasta przemysłowe – Magnitogorsk, Komsomolsk i Stalinsk.
Dane z oficjalnych spisów ludności i różne szacunki dla lat 1926–1939 wskazują na wzrost ludności ZSRR z ok. 147 mln do ok. 167 mln osób. Dokładniejsze analizy dowodzą, że w latach 1927–1938 zmarło 10 mln ludzi ponad liczbę wynikającą z naturalnych procesów demograficznych. Były to głównie ofiary głodu, obozów pracy oraz likwidacji opozycji politycznej, kułaków i warstwy średniej w miastach.
Forsowna industrializacja była dokonywana głównie wysiłkiem pospiesznie mobilizowanej siły roboczej. W latach 30. XX w. liczba zatrudnionych poza rolnictwem potroiła się, sięgając 39 mln osób. Jednym z głównych źródeł zasilania zawodów miejskich była migracja ze wsi, która objęła ok. 22 mln ludzi. Jednocześnie nastąpiła aktywizacja zawodowa bezrobotnych oraz kobiet. Między 1935 r. a 1940 r. ponad połowę wszystkich podejmujących pracę stanowiły kobiety, a ich udział w zatrudnieniu sięgnął 38%.
Centralny system sterowania siłą roboczą kierował ją głównie do budownictwa i przemysłu ciężkiego. W latach 30. XX w. udział zatrudnionych w grupie A przemysłu zwiększył się z 28% do 44% ogółu zatrudnionych, w grupie B zaś spadł odpowiednio z 27% do 18%. Podstawowa część nowo zatrudnionych znalazła pracę w starych okręgach przemysłowych europejskiej części Rosji (Moskwa, Leningrad, Tuła) oraz na Ukrainie i Uralu. Tylko ok. 8% zaabsorbował przemysł tworzony na południe i wschód od Uralu.
„Wolni” pracownicy zostali objęci wzmożoną dyscypliną pracy, czego przejawem było ponowne wprowadzenie książeczek pracy oraz wewnętrznych paszportów, wzmacniających kontrolę ruchu ludności. Propagowano system współzawodnictwa pracy, którego twórcą był górnik z Donbasu, Aleksiej Stachanow, symbol stalinowskiej propagandy pracy. W roku 1935 Stachanow 14-krotnie przekroczył normę wydobycia węgla i wezwał do rywalizacji innych robotników. Współzawodnictwo pracy w swojej istocie było narzędziem zwiększania intensywności pracy. Prowadziło do szybkiego wyniszczenia organizmu i często przedwczesnej śmierci „przodowników pracy socjalistycznej”. Związki zawodowe, podporządkowane władzom partyjnym, stały się narzędziem mobilizacji pracujących do większego wysiłku i utrzymania dyscypliny. Dysponowały także zachętami w postaci funduszy socjalnych, wczasów pracowniczych i okazjonalnych dostaw produktów konsumpcyjnych.
Początek forsownej industrializacji, wbrew zapowiedziom władz, przyniósł pogorszenie warunków bytowych ludności pracującej. Płace realne robotników, które systematycznie rosły w latach NEP-u i przekroczyły poziom przedwojenny, zaczęły spadać na skutek inflacyjnego wzrostu cen. Płace realne robotników moskiewskich w 1932 r. sięgały 52% ich poziomu z 1928 r. Po roku 1934 zaczęły rosnąć, jednak w 1937 r. były nadal niższe o 1/3.
Pewną rekompensatą spadku wynagrodzeń robotniczych był wzrost zatrudnienia w rodzinach, głównie na skutek szybkiej aktywizacji zawodowej kobiet. Podobnie oddziaływały świadczenia socjalne w postaci nieodpłatnej oświaty i służby zdrowia, tanich stołówek pracowniczych i wczasów oraz przejściowe skrócenie czasu pracy do 7 godzin na dobę.
Sytuacja żywnościowa, która wyraźnie się poprawiła w okresie NEP-u, od 1928 r. uległa ponownemu pogorszeniu. Wprowadzono reglamentację chleba w dużych miastach, a następnie rozszerzano ją na inne miasta oraz kolejne artykuły żywnościowe. Zaopatrzenie kartkowe uprzywilejowało robotników w stosunku do źle opłacanej administracji, a przede wszystkim do chłopów. Jednak na początku lat 30. XX w., gdy znaczna część ludności głodowała, spożycie mięsa i produktów mlecznych wśród robotników moskiewskich obniżyło się o 50–60%. Podstawą ich wyżywienia stały się chleb, ziemniaki i kapusta. Dopiero po 1935 r. zwiększyła się ilość spożywanych produktów, ale w niewielkim stopniu dotyczyło to mięsa, przetworów mlecznych, owoców i warzyw. Pod tym względem do końca okresu międzywojennego nie osiągnięto stanu z lat NEP-u.
Znacząco pogorszyła się sytuacja mieszkaniowa w miastach, na skutek masowego napływu ludności wiejskiej. Powszechne stały się mieszkania komunalne, zmuszające kilka rodzin zajmujących pokoje i korytarze do wspólnego korzystania z kuchni i sanitariatów. Tysiące robotników żyło w barakach i prymitywnych chatach wykonanych z gliny. Lepsze warunki tworzono w nowych blokach mieszkalnych, przeznaczonych dla pracowników zatrudnionych na głównych budowach przemysłowych oraz w nowych zakładach.

### Ocena
W rezultacie szybkiego wzrostu gospodarczego w latach 30. dochód narodowy ZSRR w okresie międzywojennym zwiększył się o 150% w porównaniu z 1913 r. Jednak należy dodać, że ok. 11% przyrostu zawdzięczano nabytkom terytorialnym w postaci ziem polskich i republik przybałtyckich, anektowanych w latach 1939–1940. W przeliczeniu na mieszkańca przyrost był mniejszy i sięgnął 60%.
Wzrost dochodu narodowego był powiązany z istotnymi zmianami strukturalnymi. Systematycznie rósł w nim udział przemysłu, transportu i usług kosztem rolnictwa oraz handlu. Rolnictwo, które w czasach carskich decydowało o strukturze gospodarczej kraju, zmniejszyło swój udział do 30%. W roku 1937 przemysł wysunął się na pierwsze miejsce pod względem tworzenia dochodu narodowego, a w 1940 r. już 1/3 dochodu narodowego dostarczała produkcja fabryczna.
Dochód narodowy ZSRR od 1928 r. zwiększał się zdecydowanie szybciej niż w przeżywających problemy koniunkturalne krajach Zachodu. Jego dynamika w latach 1928–1937 wielokrotnie przewyższała osiągniętą przez Japonię, Niemcy, Wielką Brytanię i Włochy oraz budziła zazdrość w przeżywającej stagnację Francji i Stanach Zjednoczonych, gdzie w analizowanym okresie dochód narodowy na mieszkańca obniżył się. Mimo to wielkość dochodu narodowego na mieszkańca ZSRR w 1940 r. była najniższa spośród wymienionych państw. W Stanach Zjednoczonych analogiczny wskaźnik był 3,5-krotnie wyższy.
O dynamice i strukturze gospodarki radzieckiej zadecydowały szybko rosnące nakłady inwestycyjne i zatrudnienie poza rolnictwem. Nakłady kapitałowe w latach 1929–1936 zwiększyły się 3-krotnie, a zatrudnienie – 2,5-krotnie. Były one głównymi czynnikami rozwoju przemysłu, przede wszystkim ciężkiego i zbrojeniowego. Przypomnijmy, łączny poziom produkcji przemysłowej przed atakiem Niemiec na ZSRR 8,5 razy przekroczył stan z 1913 r. Natomiast produkcja rolna wzrosła tylko o 4%, przy niższej hodowli od osiągniętej przed wybuchem I wojny światowej.
Polityka inwestycyjna doprowadziła do powstania w gospodarce radzieckiej, oficjalnie planowej, dysproporcji między przemysłem a rolnictwem oraz w samym przemyśle i rolnictwie. W całym okresie 1929–1940 produkcja grupy A przemysłu wyprzedzała grupę B, hodowla zaś pozostawała w tyle za osiągającą mierne wyniki wytwórczością roślinną. Produkcja żywności, tekstyliów, obuwia i artykułów gospodarstwa domowego nie równoważyła popytu na dobra konsumpcyjne. Powszechnym zjawiskiem stała się niska jakość produktów, zwłaszcza konsumpcyjnych.
Dysproporcjom w sektorze wytwórczym towarzyszył niedostateczny rozwój sieci handlowej i usług oraz niski poziom budownictwa mieszkaniowego. Społeczeństwo dotkliwie odczuwało słabe zaopatrzenie w towary konsumpcyjne, głównie w żywność, nadmierne zagęszczenie mieszkań oraz złe funkcjonowanie służb komunalnych.
Rozległy proces inwestowania napotykał liczne problemy organizacyjne i niedostatki. Ogólnie, niedostateczne zdolności produkcyjne budownictwa uniemożliwiały pełne spożytkowanie nakładów finansowych. Powszechną praktyką stało się opóźnianie terminów ukończenia inwestycji i rozpoczęcia produkcji. Wpływało to negatywnie na efektywność gospodarowania i zwiększało koszty procesu inwestycyjnego.
Zamierzonym i osiągniętym efektem socjalistycznej industrializacji był rozwój przemysłu ciężkiego i zbrojeniowego oraz wzrost potencjału militarnego ZSRR. Często budziło to podziw w nękanych wielkim kryzysem gospodarczym państwach zachodnich. Nie znano wówczas całej prawdy o kosztach socjalistycznej industrializacji. Społeczeństwa zachodnie nie orientowały się w rozmiarach pracy przymusowej, mało wiedziały o represjach w stosunku do różnych grup ludności i powszechnie niskiej stopie życiowej.
Jednak warto dodać, że polityka zatrudnienia przyczyniła się do zaniku bezrobocia, a industrializacja wywołała masową migrację ze wsi do miast. Bardzo często oznaczało to awans społeczny i cywilizacyjny, nawet jeśli był opłacany wysoką ceną zerwania więzi rodzinnych i grupowych. Uprzemysłowienie było źródłem wzrostu poziomu urbanizacji państwa. W latach 1913–1940 udział ludności miejskiej w ogólnym zaludnieniu wzrósł z 18% do 33%. Przyczyniło się ono także do pewnego zmniejszenia dysproporcji w przestrzennym zagospodarowaniu ZSRR i stworzenia podstaw nowoczesnego przemysłu w centralnych i wschodnich okręgach kraju. Ich rola z całą siłą ujawniła się w okresie II wojny światowej, gdy Niemcy zajęli stare ośrodki przemysłowe na Ukrainie i w europejskiej części Rosji.
Radziecki socjalizm, którego zbudowanie obwieszczono w końcu lat 30. XX w., różnił się od modelu, jaki w XIX w. prezentowali marksiści. U podstaw odstępstw leżało zacofanie ekonomiczne Rosji i stalinowskie metody zaprowadzania „socjalizmu w jednym kraju”. Zacofanie, mimo osiągnięć industrializacji, uniemożliwiło stworzenie materialnych podstaw socjalizmu, które według klasyków miały dać obfitość dóbr.
Przeciwnie, stalinowska polityka sprowadziła nędzę i śmierć na miliony obywateli. Nie zrealizowano także zamierzeń w sferze funkcjonowania gospodarki, w której zachowano wiele instytucji kapitalistycznych. Natomiast wprowadzono rozwiązania odpowiadające warunkom gospodarki wojennej, nękanej licznymi deficytami oraz brakiem równowagi w sferze produkcji i konsumpcji. Jej istnienie oraz osiągany wzrost gospodarczy były możliwe w warunkach rządów dyktatorskich i przedmiotowego traktowania
społeczeństwa.

## Lata II wojny światowej (1939–1945)
Związek Radziecki na początku wojny, w sojuszu z nazistowskimi Niemcami, uzyskał znaczne korzyści gospodarcze. Zaanektował duże obszary Polski, Rumunii i Finlandii oraz Estonię, Litwę i Łotwę z 23 mln mieszkańców. Na zdobytych terytoriach władze bolszewickie znacjonalizowały przemysł i bankowość oraz podjęły kolektywizację rolnictwa. Wykorzystywały lokalne zasoby surowcowe i żywnościowe, obniżając poziom życia miejscowej ludności. W głąb ZSRR deportowano przedstawicieli inteligencji i burżuazji, kułaków oraz potencjalnych przeciwników komunizmu, co często oznaczało dla nich wyrok śmierci. Na ziemiach wschodnich Rzeczypospolitej Polskiej znacjonalizowano ziemię należącą do ziemiaństwa, Kościoła, osadników i bogatych chłopów. Większość areału przekazano w użytkowanie biednym chłopom i bezrolnym, a resztę objęły sowchozy i kołchozy. Znacjonalizowano wszystkie przedsiębiorstwa przemysłowe, lasy, środki transportu, większe firmy handlowe, hotele, zakłady komunalne i lecznicze oraz szkoły. Z obiegu wycofano złote polskie, co spowodowało przepadek oszczędności.
Po czerwcu 1941 r. sytuacja uległa radykalnej zmianie. ZSRR w wyniku agresji niemieckiej w ciągu kilku miesięcy stracił terytorium zamieszkiwane przez 40% obywateli państwa. Były to obszary najbardziej uprzemysłowione (Donbas) oraz posiadające urodzajne ziemie (Ukraina). Pod okupacją niemiecką znalazła się 1/3 ogólnego potencjału przemysłowego, z hutami i kopalniami surowców, a przede wszystkim połową zakładów zbrojeniowych. Związek Radzieckich utracił także tereny rolnicze dostarczające 40% zbóż i bydła, 60% trzody chlewnej oraz całą produkcję buraków cukrowych.
W warunkach wojny nie było możliwe kontynuowanie trzeciego planu pięcioletniego, powstały plany mobilizacyjne na III i IV kwartał 1941 r. oraz na cały 1942 r. Jednak większą rolę od planowania odgrywało bieżące kierowanie poszczególnymi działami gospodarki w celu likwidowania „wąskich gardeł”. Rolę koordynującą pełnił Państwowy Komitet Obrony pod przewodnictwem J. Stalina – organ o praktycznie nieograniczonych prerogatywach. Komitet zajmował się m.in. mobilizacją zasobów dla walczącej armii, konwersją przemysłu, transportu i rolnictwa na potrzeby wojny, dostarczaniem żywności dla wojska i ludności cywilnej oraz dystrybucją paliw i siły roboczej.
Przed wkroczeniem wojsk niemieckich Rosjanie zniszczyli część urządzeń przemysłowych, uszkodzili elektrownie i zatopili kopalnie. Jednak przede wszystkim ewakuowali ponad 17 mln ludzi i 1500 zakładów przemysłowych. Połowę fabryk przeniesiono na Ural, resztę na Powołże, Syberię Zachodnią, do Kazachstanu i Azji Środkowej, a także na Syberię Wschodnią. Większość ewakuowanych zakładów w ciągu kilku tygodni podjęła produkcję, często w bardzo prymitywnych warunkach pracy i zamieszkania pracowników. Jednak w trakcie tworzenia nowej infrastruktury i więzi kooperacyjnych nie uniknięto chaosu i załamania produkcji. W roku 1942 ogólna produkcja przemysłowa obniżyła się o 77% w porównaniu z 1940 r.
Oprócz konwersji przemysłu cywilnego przyspieszono rozwój sektora zbrojeniowego oraz rozwinięto produkcję niezbędnych surowców i materiałów. Podczas wojny zbudowano 3,5 tys. nowych obiektów przemysłowych, co oznaczało, że tempo inwestowania było tylko nieco mniejsze niż w okresie realizacji planów pięcioletnich. Zakłady powstałe na wolnym od okupanta wschodzie Związku Radzieckiego w znacznym stopniu zrekompensowały ubytek zdolności produkcyjnych na zachodzie państwa.
Wielkim problemem było zapewnienie dopływu siły roboczej, ze względu na mobilizację mężczyzn przez Armię Czerwoną i straty spowodowane działaniami wojennymi. Pierwszeństwo w zatrudnieniu uzyskał przemysł zbrojeniowy, w którym liczba pracowników zwiększyła się z 1,6 mln w 1940 r. do 2,8 mln w 1944 r. Dodatkową siłę roboczą rekrutowano spośród kołchoźników i ludności miejskiej, zwłaszcza niepracujących kobiet, dzieci w wieku 12–15 lat, studentów i emerytów. W roku 1944 blisko 60% zatrudnionych w gospodarce narodowej stanowiły kobiety.
Od roku 1943 ogólna produkcja systematycznie rosła, a w roku następnym o 4% przewyższyła poziom z 1940 r. Postęp uzyskano głównie dzięki olbrzymiej dynamice przemysłu zbrojeniowego. Do jego dyspozycji postawiono przemysł hutniczy, metalowy, wydobywczy i elektroenergetyczny. Niepoślednią rolę w podtrzymaniu pracy przemysłu odgrywały obozy pracy zasilone jeńcami wojennymi. Dostarczały one rud metali, węgla, drewna i wielu wyrobów gotowych. W latach wojny udział przemysłu inwestycyjnego i zbrojeniowego sięgnął 75% ogólnej produkcji przemysłowej.
Straty terytorialne, zniszczenia, ewakuacje i przestawienie gospodarki na tory wojenne spowodowały nagły spadek produkcji cywilnej. W roku 1942 jej poziom nie przekraczał 1/3 z 1937 r. i do końca wojny nie osiągnął stanu wyjściowego. Niski był przede wszystkim poziom produkcji wyrobów drewnianych, papieru, materiałów budowlanych i żywności.
Uzupełnieniem produkcji własnej były dostawy amerykańskie organizowane w ramach Lend-Lease Act, o wartości ponad 10 mld dol. Realizowano je drogą morską przez Murmańsk i lądową przez Iran. Objęły one m.in. 400 tys. samochodów, 19 tys. samolotów i 12 tys. czołgów, a także żywność, leki, surowce, maszyny i licencje. Kulminacja dostaw miała miejsce od poł. 1943 r. do końca 1944 r., tzn. w okresie gdy po zwycięstwie stalingradzkim ZSRR przystąpił do oswobadzania swoich ziem. Według opinii zachodnich dostawy z Lend-Lease Act stanowiły w latach 1943–1944 ok. 1/5 radzieckiego dochodu narodowego, walnie przyczyniając się do wzmocnienia jego potencjału militarnego i przemysłowego. Związek Radziecki uzyskał także nieodpłatną pomoc brytyjską w uzbrojeniu, materiałach strategicznych i żywności o wartości 420 mln funtów.
Jednak podstawową część uzbrojenia Armii Czerwonej skonstruowano i wytworzono w ZSRR. Produkcja krajowa i dostawy amerykańskie umożliwiły Związkowi Radzieckiemu uzyskanie w fazie końcowej wojny 2-krotnej przewagi nad Niemcami w zakresie ilości uzbrojenia. Czołgi T-34, samoloty szturmowe Ił czy wyrzutnie pocisków rakietowych katiusza wskazywały na zaawansowanie technologiczne w niektórych dziedzinach produkcji wojennej.
Mobilizacja wojenna objęła wszystkie formy transportu, zwłaszcza kolejowego, który poza zadaniami zaopatrzenia frontu miał umożliwić funkcjonowanie przemysłu. O skali wysiłku transportowego świadczy fakt, że podczas ewakuacji zakładów produkcyjnych użyto ok. 1,5 mln wagonów. W czasie wojny pospiesznie budowano nowe połączenia kolejowe, m.in. linię Kotłas – Workuta, umożliwiającą przywóz węgla kamiennego z tego odległego zagłębia. Armia Czerwona szeroko wykorzystywała transport samochodowy, którego tabor pochodził głównie ze Stanów Zjednoczonych.
W rolnictwie przez cały okres wojny sytuacja była bardzo trudna. Wieś, poza utratą żyznych ziem, odczuwała deficyt siły roboczej, traktorów i maszyn oraz paliw i nawozów sztucznych. Na skutek mobilizacji na front i do przemysłu młodych mężczyzn ich udział w zatrudnieniu w kołchozach zmniejszył się do 6%, a kobiet wzrósł do 76%. Powszechnym zjawiskiem stało się zatrudnianie przy zbiorach uczniów oraz nauczycieli szkół podstawowych i średnich. W rezultacie zbiory zbóż i pogłowie zwierząt hodowlanych w latach 1942–1943 sięgały połowy poziomu z 1940 r.
Niedostatek produktów rolnych i uprzywilejowanie dostaw dla frontu rzutowały na bardzo niski poziom aprowizacji ludności cywilnej. Podstawą dziennej racji żywnościowej robotnika przemysłowego było 600 g chleba. W głodującym Leningradzie (Petersburgu) robotnicy otrzymywali 250 g, a pozostali mieszkańcy 125 g chleba dziennie. Reglamentacja, wprowadzona w 1941 r., obejmowała także inne artykuły żywnościowe i przemysłowe. Korzystało z niej tylko 48% ludności, pozostała część skazana była na zaopatrywanie się na rynku kołchozowym z szybko rosnącymi cenami.
Problemem był niezrównoważony budżet, w którym w latach 1942–1943 wydatki wojskowe stanowiły 60%. Wydatki wojenne, mimo wzrostu podatków i subskrypcji pożyczek wewnętrznych, zmuszały do nadmiernej emisji pieniądza. Jego ilość w obiegu wzrosła w czasie wojny 3,8-krotnie, wywołując silne zjawiska inflacyjne.
W tych warunkach w lepszej sytuacji znaleźli się posiadacze działek przyzagrodowych, którzy z wielkim zyskiem mogli sprzedać swoje produkty na rynku miejskim. Mimo to podstawą wyżywienia kołchoźników stały się ziemniaki, a dzienna porcja chleba na wsi spadła do 300 g. Trudną sytuację aprowizacyjną pracowników przemysłu próbowano łagodzić zakładaniem gospodarstw przyfabrycznych, których produkcja w części kierowana była na zwiększenie norm przydziału żywności.

## Lata 1945–1949
Usuwanie zniszczeń na wyzwolonych terenach podjęto w Związku Radzieckim jeszcze w latach wojny. Wysiłek koncentrowano na uruchomieniu linii kolejowych, kopalni, hut i elektrowni. Wyzwolone tereny dostarczyły w 1944 r. 20% całej produkcji przemysłowej ZSRR. W znacznie wolniejszym tempie dźwigało się ze zniszczeń rolnictwo, ze względu na dotkliwy brak maszyn i narzędzi oraz zwierząt hodowlanych.
Planowa odbudowa odbywała się w ramach czwartej pięciolatki, obejmującej lata 1946–1950. W tym okresie dokonano częściowej demilitaryzacji gospodarki, m.in. zakończył swoją działalność Państwowy Komitet Obrony, a jego funkcje przejął rząd. Plan pięcioletni zakładał rekonstrukcję zdewastowanych przez wojnę ośrodków przemysłowych, rekonwersję zakładów produkujących na potrzeby armii i rozbudowę przemysłu na wschodzie kraju. Wykorzystano w tym celu zabór mienia z terenów wyzwolonych przez Armię Czerwoną, reparacje nałożone na Niemcy, Japonię, Bułgarię, Rumunię i Węgry oraz zyski ze wspólnej z sojusznikami zachodnimi okupacji Austrii. W szybkim tempie odbudowywano elektroenergetykę, w wolniejszym – przemysł hutniczy, maszynowy i petrochemiczny, a najwolniej – przemysł spożywczy. W rezultacie w 1948 r. ogólny poziom produkcji przemysłowej przekroczył stan z 1940 r., ale przy znacznych dysproporcjach wewnętrznych. Wytwórczość dóbr inwestycyjnych była wyższa o 30%, konsumpcyjnych zaś nie osiągnęła poziomu przedwojennego.
Wyniki rolnictwa, ze względu na ogrom strat i niedostateczną pomoc państwa, były zdecydowanie gorsze. Do roku 1948 tylko w produkcji bawełny osiągnięto poziom z 1940 r. Zdecydowanie złe były rezultaty hodowli, a produkcja mięsa nie przekraczała 66% stanu przedwojennego. W produkcji roślinnej, w stosunku do 1940 r., uzyskano 70% zbiorów zboża i 72% buraków cukrowych.
Ogólnie biorąc, do 1950 r. wiele dziedzin gospodarki radzieckiej nie osiągnęło poziomu produkcji z 1940 r. Dotyczyło to zwłaszcza rolnictwa, które uzyskało przedwojenne wskaźniki dopiero w 1953 r. Dlatego do 1947 r. istniało zaopatrzenie kartkowe w żywność i niektóre wyroby przemysłowe. Zniesienie reglamentacji powiązano z podniesieniem cen i antyinflacyjną reformą pieniężną. Dotychczasowe ruble wymieniono na nowe w relacji 10:1, a oszczędności przechowywane w bankach w zależności od kwot w relacjach 1:1, 3:2 i 2:1. Płace przeliczono w stosunku 1:1, co spowodowało zdecydowany spadek ich wartości realnej.

## Lata 1950–1973
Pod koniec lat 50. nastąpiło ponowne przyspieszenie industrializacji, w związku z ogłoszonym przez partię radziecką w 1959 r. zakończeniem okresu „budowy socjalizmu i przystąpieniem do tworzenia podstaw komunizmu”. Sformułowane równocześnie przez N. Chruszczowa hasło współzawodnictwa między krajami Wschodu i Zachodu rozpoczęło wyścig w sferze produkcji, a przede wszystkim w badaniu kosmosu oraz doskonaleniu techniki wojskowej.
Zgodnie z założeniami, w Związku Radzieckim lata 1956–1965 wyróżniały się zdecydowanym postępem w dziedzinie eksploracji kosmosu. W roku 1957 wystrzelono z terytorium ZSRR pierwszego sztucznego satelitę ziemi (sputnika), a w 1961 r. Jurij Gagarin jako pierwszy człowiek poleciał w kosmos. Oznaczało to narzucenie Stanom Zjednoczonym przez Moskwę rywalizacji w dziedzinie penetracji kosmosu, a w zasadzie doskonalenia środków przenoszenia broni jądrowej. Lądowanie amerykańskich kosmonautów na Księżycu w 1969 r. dowiodło przewagi technologicznej Stanów Zjednoczonych.
W Związku Radzieckim koncentracja uwagi na sektorze rakietowym i jego wykorzystaniu w procesie zbrojeń atomowych hamowała rozwój innych gałęzi przemysłu, zwłaszcza konsumpcyjnych. W połowie lat 60. dział wytwarzający dobra inwestycyjne rozwijał się półtora raza szybciej od produkującego przedmioty spożycia. W konsekwencji rynek stale odczuwał brak wielu podstawowych produktów, głównie odzieży, obuwia, mebli
i artykułów gospodarstwa domowego.
Bardzo trudna sytuacja wystąpiła w rolnictwie w związku z próbą zagospodarowania ugorów (celin) na Syberii, Uralu, Powołżu i północnym Kaukazie. Niekorzystne warunki klimatyczne w tych rejonach doprowadziły do wysokich wahań w zbiorach rocznych, sięgających 30%. Od roku 1963 ZSRR systematycznie dokonywał wielkich zakupów zboża w Kanadzie i Stanach Zjednoczonych.
Niekorzystne zjawiska w gospodarce próbowano przezwyciężać w trakcie realizacji planów pięcioletnich w latach 1966–1970 i 1971–1975. W roku 1971 kolejny zjazd partii komunistycznej wysunął koncepcję „rozwiniętego społeczeństwa socjalistycznego”, w której podkreślano konieczność nieustannego wzrostu stopy życiowej ludności. Tymczasem rzeczywistość rozmijała się z partyjnymi hasłami, a głównym powodem było zwiększenie wydatków na obronę, których poziom od 1965 r. przewyższał osiągnięty przez zaangażowane w wojnę wietnamską Stany Zjednoczone. Zaopatrzenie ludności w towary, na skutek niedostatecznej produkcji przemysłowych artykułów konsumpcyjnych i stałego niedoboru produktów rolnych, utrzymywało się na niskim poziomie. Narastały zaległości w budownictwie mieszkaniowym, słabo rozwijały się usługi. Niezadowolenie społeczne powodowało, że w wielu rejonach kraju dochodziło do strajków, zbrojnie likwidowanych przez wojsko i milicję.

## Lata 1974–1989
Od połowy lat 70. ZSRR przeżywał kolejną falę industrializacji i militaryzacji gospodarki oraz przyspieszenia inwestycyjnego. Pod wpływem zaangażowania w Afganistanie wydatki wojskowe, według szacunkowych danych, sięgnęły 15% dochodu narodowego. W dużym stopniu przeznaczono je na dynamicznie rozwijający się przemysł elektromaszynowy i chemiczny. Jednocześnie rozpoczęto wielkie inwestycje surowcowe, energetyczne i transportowe na Syberii. Pochłaniały one olbrzymie środki, natomiast ich efekty oddalały się lub były niewspółmiernie niskie w stosunku do poniesionych nakładów, jak w przypadku Bajkalsko-Amurskiej Magistrali Kolejowej (BAM).
Tymczasem wyraźnie niedoinwestowane pozostawały przemysły spożywczy i lekki, czego wyrazem był spadek wydajności pracy. Na sytuację w tej sferze rzutowały także stale utrzymujące się trudności w rolnictwie. Powtarzające się załamania produkcji zmuszały do zwiększenia importu zboża. Jego przyczyną była niska efektywność niedoinwestowanych i źle zarządzanych gospodarstw kołchozowych i sowchozowych oraz wielkie marnotrawstwo płodów rolnych związane z niedostatkiem elewatorów zbożowych, magazynów i zakładów przetwórczych.
W konsekwencji utrzymywały się olbrzymie problemy w sferze zaopatrzenia ludności, zwłaszcza w żywność. Rosła inflacja, która przy ustalanych przez państwo cenach ujawniała się głównie w postaci braków towarowych oraz rozrastania się czarnego rynku i korupcji. Nie przeszkadzało to radzieckim ideologom ogłosić w 1976 r. zakończenia budowy „rozwiniętego społeczeństwa socjalistycznego” i przejścia do budowy komunizmu.
Próbę rozwiązania nabrzmiałych problemów gospodarczych ZSRR podjął w ramach polityki przebudowy M. Gorbaczow. Politykę modernizacji gospodarki próbowano realizować poprzez przebudowę mechanizmu gospodarczego, utworzenie kompleksowego, efektywnego i elastycznego mechanizmu zarządzania. Koncepcja ta zakładała, że wzrost efektywności gospodarczej winien następować poprzez zwiększenie samodzielności bezpośrednich producentów. W wielu sektorach gospodarki oraz w niektórych republikach przyjęto zasady tzw. rozrachunku gospodarczego, co doprowadziło do zmniejszenia roli administracyjnych metod zarządzania. Główną rolę w tej dziedzinie odegrała ustawa o przedsiębiorstwach państwowych, przyjęta w 1987 r. Gwarantowała ona m.in. rzeczywistą samodzielność przedsiębiorstw państwowych. Próba wprowadzenia do gospodarki planowej elementów gospodarki wolnorynkowej prowdziła do osłabienia administracyjnych metod zarządzania.
Zbyt ostrożne działania na rzecz rekonstrukcji i intensyfikacji gospodarki zakończyły się fiaskiem. Obniżała się dynamika produkcji przemysłowej i płac robotników, a import zbóż utrzymywał się na poziomie 40 mln ton rocznie. Nadal rosła inflacja i niezaspokojony popyt na dobra konsumpcyjne. W końcu lat 80. w wielu ośrodkach przemysłowych, głównie w Zagłębiu Donieckim i na Syberii, doszło do strajków.
Druga połowa lat 80. przyniosła ogólną erozję gospodarki realnego socjalizmu. Nastąpiło wyhamowanie dynamiki wytwórczości, inwestycji i eksportu, które przeszło w kryzys gospodarczy. Jego źródłem była mała efektywność gospodarki centralnie kierowanej, wady strukturalne, niski poziom życia ludności i zadłużenie zagraniczne. Klęskę systemu komunistycznego przypieczętował wybuch społeczny w Europie Środkowo-Wschodniej w II połowie 1989 r., którego skutki doprowadziły do upadku bloku radzieckiego.

## Rozpad ZSRR
Pucz w ZSRR latem 1991 r. skierowany przeciwko M. Gorbaczowowi stał się początkiem końca tego państwa. Litwa, Estonia, Łotwa, Ukraina i Białoruś, a także republiki azjatyckie, nie bez przelewu krwi, uzyskały niepodległość. W grudniu przywódcy Rosji, Ukrainy oraz Białorusi ogłosili rozpad ZSRR, a 11 republik byłego ZSRR utworzyło dość luźną Wspólnotę Niepodległych Państw.